# Graham Nash
Graham William Nash (Blackpool, 2 februari 1942) is een als Engelsman geboren Amerikaanse zanger en songwriter. Hij werd begin jaren zestig bekend als zanger van de popgroep The Hollies en had daarna succes met Crosby, Stills & Nash. In de jaren zeventig en tachtig trad Nash op als activist tegen onder meer kernenergie en walvisjacht. Hij is tevens een fervent fotograaf en verzamelaar van foto's.

## Beknopt levensoverzicht
Hij begon zijn muzikale carrière in 1955 als duo met zijn schoolvriend Allan Clarke. In het begin van de jaren zestig richtten Clarke en hij The Hollies op, waarin ook gitarist Vic Farrell, bassist Eric Haydock en drummer Don Rathbone speelden.  Farrell en Rathbone werden al snel vervangen door Tony Hicks en Bobby Elliott. De groep werd bekend met driestemmige harmonie en eenvoudige popliedjes, sterk beïnvloed door de muziek van Buddy Holly en The Everly Brothers. In hun thuisland bereikten ze eerst succes met covers van Amerikaanse rhythm-and-bluesartiesten, maar naarmate de tijd vorderde, schreven ze meer en meer van hun liedjes zelf, eerst onder het collectieve pseudoniem L. Ransford en later onder hun eigen namen. The Hollies maakten deel uit van de Britse invasie toen ze in 1966 en 1967 in de Verenigde Staten een reeks hits hadden met liedjes als "Bus stop" en "Carrie-Anne".
In de Verenigde Staten maakte Nash kennis met Cass Elliot van The Mamas and the Papas. Ze gebruikten samen geestverruimende middelen, die hem inspireerden om experimentele en psychedelische muziek te maken. Nash en de andere leden van The Hollies groeiden uit elkaar en in de Verenigde Staten lonkte de vrijheid waar hij naar verlangde. Aan het eind van de jaren zestig vormde Nash met David Crosby van The Byrds en Stephen Stills van Buffalo Springfield de supergroep Crosby, Stills & Nash (CSN). Hun debuutalbum, Crosby, Stills & Nash, leverde het trio als beste nieuwkomer een Grammy Award op.
Kort voor hun optreden op het Woodstock-festival sloot Neil Young zich bij hen aan, waardoor de bandnaam veranderde in Crosby, Stills, Nash & Young (CSNY). Het kwartet nam met drummer Dallas Taylor en bassist Greg Reeves het album Déjà vu op. Door onderlinge spanningen, jaloezie en onenigheden viel de band hierna uiteen. Crosby, Stills en Nash zijn door de jaren heen wel meerdere keren weer bij elkaar gekomen voor tournees of nieuwe opnames, in sommige gevallen met Young. Nash staat van de vier artiesten bekend als 'de diplomaat', omdat hij steeds degene was die probeerde ruzies te sussen en het gezelschap bijeen te houden.
Hij verwierf bekendheid met betrekkelijk eenvoudige popliedjes die bij een groot publiek aansloegen. Zo schreef hij voor CSN en CSNY de hits "Marrakesh Express", "Teach your children" en "Just a song before I go". In liedjes als "Chicago" en "Military Madness", waar hij als soloartiest succes mee had, klinken ook zijn maatschappelijke opvattingen door. In de jaren zeventig en tachtig protesteerde hij tegen onder meer de Vietnam-oorlog, kernenergie en walvisjacht. Crosby en Nash vormen sinds de jaren zeventig een duo. In 2011 deden zij mee aan de protestbeweging Occupy Wall Street. Zij hebben als achtergrondzangers met diverse artiesten gewerkt, onder wie James Taylor, Jackson Browne, Art Garfunkel, Carole King, Joni Mitchell, Phil Collins, Bonnie Raitt, David Gilmour, John Mayer en Jason Mraz.
Naast zijn muzikale loopbaan is Nash een fervent fotograaf en sinds 1971 verzamelaar van foto's. Hij publiceerde in 1978 een fotoboek, The Graham Nash Collection. Hij stelde zijn verzameling wereldwijd tentoon. Nadat hij van een groot aantal foto's die hij had genomen de negatieven kwijtraakte, richtte hij in 1989 met Mac Holbert een bedrijf op, Nash Editions genaamd. Hij liet de contactafdrukken digitaal scannen en op groot formaat printen. De digitale printer die hij in dat jaar kocht, doneerde hij aan het National Museum of American History. Nash en Holbert speelden met hun bedrijf een belangrijke rol in de vroege geschiedenis van digitaal printen.
Nash staat twee keer in de Rock and Roll Hall of Fame, één keer met The Hollies en één keer met Crosby, Stills & Nash. Op 21 juni 1978 kreeg CSN een ster op de Hollywood Walk of Fame. Een maand later werd hij Amerikaans staatsburger. In oktober 2010 werd Nash onderscheiden met de benoeming tot Officier in de Orde van het Britse Rijk voor zijn muziek en liefdadigheidswerk.

## Levensloop

### Jeugd

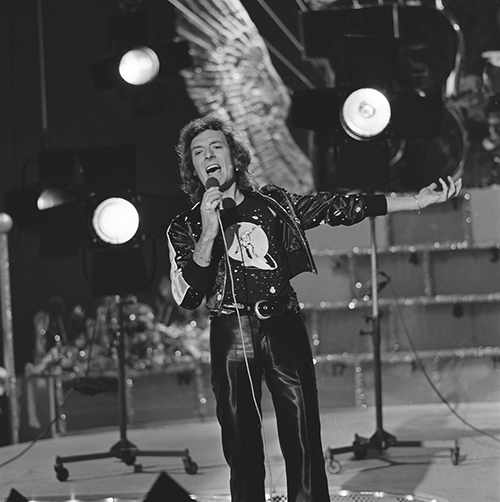
Nash trok in zijn jeugd veel op met Allan Clarke. Ze richtten samen The Hollies op.

Graham Nash is een zoon van William Nash en Mary Gallagher. Ze kwamen beiden uit de omgeving van Manchester en ze woonden in Salford. Door de Tweede Wereldoorlog moest voor de geboorte van Graham Nash worden uitgeweken naar Blackpool, waar het Kimberley Hotel werd gebruikt als kraamkliniek. Nash zag hier op 2 februari 1942 om tien voor twee 's nachts het levenslicht. Hij groeide met zijn twee jongere zusjes op in Salford in een hoekhuis aan 1 Skinner Street. Zijn vader, die tijdens de oorlog in het Britse leger diende, werkte in een gieterij van David Brown. Zijn moeder was een administratief medewerker.
Het gezin leed een armoedig bestaan. Er was bijvoorbeeld geen geld voor een platenverzameling en Nash heeft nooit muzieklessen gevolgd. Hoewel zijn ouders en hij niet gelovig waren, ging Nash vaak naar de kerk om in het koor te zingen. Thuis luisterde hij naar de radio en hij was erg onder de indruk van de rock-'n-roll die hij via Radio Luxembourg te horen kreeg. Hij was elf jaar oud toen hij van zijn ouders een platenspeler kreeg, waarop hij voornamelijk Amerikaanse bluesmuziek draaide. Hij leerde ook veel muziek kennen door klasgenoten en kennissen uit de buurt die hun plaatjes meebrachten. Op school raakte hij bevriend met Harold Allan Clarke. De twee jongens werden allebei lid van het schoolkoor.

### Beginjaren

#### The Two Teens
| |  |  |
| De muziek van Clarke en Nash kende grote invloeden van Buddy Holly (links) en The Everly Brothers (rechts). |  |  |

Nash kreeg in 1955 van zijn ouders zijn eerste gitaar. Het was een tweedehands exemplaar van het merk Levin. Ook Clarke kreeg indertijd voor het eerst een gitaar. Met de lesboekjes van Bert Weedon leerden Clarke en Nash zichzelf akkoorden aan. Ze oefenden veel samen en ze speelden voornamelijk skiffleliedjes, waarbij ze in harmonie meezongen. Clarkes oudere broer hoorde hen oefenen en stelde voor dat ze auditie zouden doen bij de Devonshire Sporting Club. De auditie was het eerste publieke optreden voor het duo. Ze mochten hierna regelmatig optreden in de Devonshire Sporting Club en ook in andere uitgaansgelegenheden. Ze speelden lange tijd onder de naam The Two Teens, maar door de jaren heen gebruikten ze diverse andere namen, zoals The Levins en The Guyatones.
In het najaar van 1957 hoorden Clarke en Nash voor het eerst "Bye Bye Love" van The Everly Brothers. Deze muziek maakte veel indruk op Nash. Hij wilde sindsdien muziek maken die mensen op dezelfde manier roerde. Hij leerde naar eigen zeggen in harmonie te zingen door met de muziek van deze twee broers mee te zingen. Clarke en Nash breidden hun repertoire uit met vertolkingen van liedjes van Phil en Don Everly en ze kozen artiestennamen: Ricky en Dane Young, alsof zij ook broers waren.

It stopped me in my tracks. It did for me what I've been trying to do ever since with notes and words.
— Nash over de eerste keer dat hij The Everly Brothers hoorde.

#### The Fourtones
In 1960 vormden Clarke en Nash hun eerste band, The Fourtones, met drummer Joe Abrams, bassist John 'Butch' Mepham en gitarist Pete Bocking. The Fourtones maakten in het begin muziek die Nash zelf beschreef als "ingewikkelde skiffle" en na verloop van tijd gingen ze ook rhythm-and-blues spelen. Zo speelden ze, naast covers van The Everly Brothers en Buddy Holly, liedjes van The Coasters, Barrett Strong en Arthur Alexander. Het eerste liedje dat Clarke en Nash zelf schreven, was getiteld "Hey, What's Wrong With Me". In 1960 namen ze ook voor het eerst muziek op. Op de tweede verdieping van de platenzaak Johnny's Roadhouse in Manchester was een studio ingericht, waar The Fourtones drie liedjes opnamen: "Cryin' in the Rain" van The Everly Brothers, "Wimoweh" en het zelfgeschreven "Learn How to Twist". In de jaren hierna veranderde de samenstelling van de band. Abrams, Mepham en Bocking werden vervangen door gitarist Vic Steele, bassist Eric Haydock en drummer Don Rathbone. Allan en Nash kenden Haydock als bassist van Kirk Daniels & The Deltas, een band waarmee het duo aan het eind van de jaren vijftig had opgetreden. De band van Clarke en Nash heeft The Deltas als naam gebruikt voor hun eigen optredens begin jaren zestig en ze hebben ook opgetreden als The Dominators of Rhythm.

### Oprichting van The Hollies
Nash had in 1962 een baantje in de koffiebar The Two J's. Hij zorgde ervoor dat de band daar in december van dat jaar een keer mocht optreden. Ze hadden alleen nog geen echte bandnaam. Een van de leden opperde The Deadbeats als naam, maar Clarke vond dat geen goed idee en uiteindelijk kozen ze voor The Hollies. Over de herkomst van deze naam doen verschillende verhalen de ronde. Nash beschreef in zijn autobiografie Wild Tales dat iemand voorstelde om de band naar een van hun favoriete zangers te vernoemen, Buddy Holly. Deze verklaring staat ook in The Rolling Stone Encyclopedia of Rock & Roll. Een alternatieve verklaring is dat de naam verwijst naar de hulst (Engels: holly), die als kerstdecoratie werd gebruikt ten tijde van hun eerste optreden.

We were Buddy Holly crazy. So that's how our name came about.
— Nash over de keuze voor The Hollies als bandnaam.

The Hollies traden veel op in Engeland. Zo speelden ze een keer op dezelfde avond als The Beatles in de uitgaansgelegenheid The Cavern te Liverpool. Nash en Clarke hadden Paul McCartney, John Lennon, George Harrison en drummer Johnny Hutchinson een paar jaar eerder al eens ontmoet. De groep uit Liverpool deed op 19 november 1958 namelijk net als The Two Teens mee aan een talentenjacht in Manchester. Ze noemden zich toen Johnny and the Moondogs. The Beatles begonnen in de vroege jaren zestig meer en meer hits te scoren en hun platenlabel Parlophone (onderdeel van EMI Records) was op zoek naar vergelijkbare bands. The Hollies werden later ook wel de 'Beatles van Manchester' genoemd. Een lunchoptreden van The Hollies in The Cavern in 1962 wekte de interesse van muziekproducent Ron Richards. Hij werkte voor EMI Records en hielp de groep in januari 1963 aan een platencontract bij Parlophone. Steele zag een carrière als muzikant echter niet zitten en werd daarom al gauw vervangen door Tony Hicks.

### Succes in het Verenigd Koninkrijk

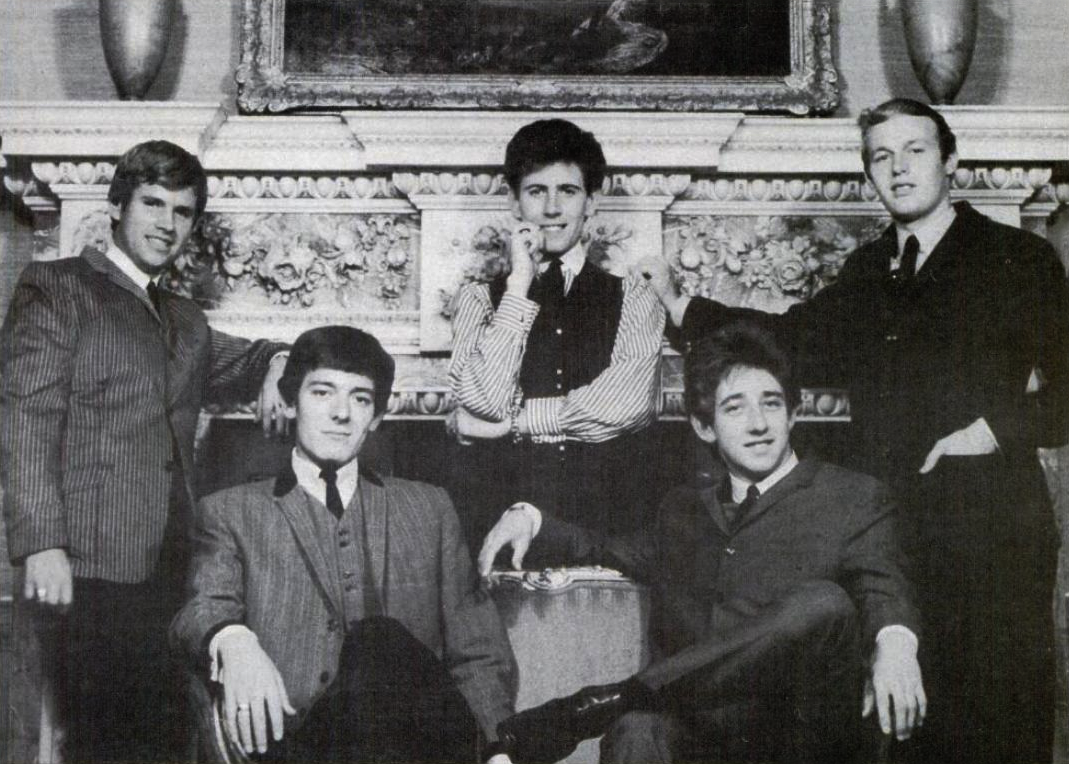
Nash (midden) in juli 1965 als lid van The Hollies met Eric Haydock, Allan Clarke, Tony Hicks en Bobby Elliott.

Op 4 april 1963 hadden The Hollies in de Abbey Road Studios (toen nog EMI Studios geheten) in Londen hun eerste opnamesessie voor Parlophone. Richards besloot dat "(Ain't that) Just like me", een cover van een liedje van The Coasters, in mei 1963 als eerste single werd uitgebracht. Hij vond de door Clarke en Nash geschreven liedjes niet commercieel genoeg, maar voor de B-kant koos hij wel voor "Hey, what's wrong with me". Met hun eerste single bereikten The Hollies de 25ste plaats in de Britse hitlijst. Het weliswaar bescheiden succes smaakte naar meer en daarom werd als tweede single van The Hollies opnieuw een cover van The Coasters uitgebracht, getiteld "Searchin'". De band werd hiervoor tijdelijk aangevuld met bandmanager Tommy Sanderson op piano. Op de B-kant stond weer een door Clarke en Nash geschreven liedje, "Whole world over". Deze single piekte op de twaalfde plaats.
Eind 1963 verhuisde Nash naar Londen. Hij verbleef eerst in het Imperial Hotel in de buurt van Ladbroke Square, later huurde hij een appartement in Paddington. Rathbone werd vervangen door Bobby Elliott, die eveneens naar Londen verhuisde, net als Hicks. Clarke trouwde met zijn vriendin en bleef in Manchester wonen. Voor hun eerste album namen The Hollies alle liedjes op die ze normaal ook tijdens hun optredens speelden. Richards selecteerde hiervan twaalf liedjes, die op de plaat Stay with The Hollies belandden. Het album werd op 1 januari 1964 uitgegeven en stond 25 weken lang in de Britse hitlijst, met als beste resultaat de tweede plaats na With the Beatles. Het door Maurice Williams geschreven liedje "Stay" werd een paar maanden eerder als single uitgebracht en leverde The Hollies een achtste plaats op. Op het album stond één liedje van Clarke en Nash, getiteld "Little lover".
In de eerste jaren na de oprichting speelden The Hollies rhythm-and-blues en rock-'n-roll veelal geschreven door Amerikaanse artiesten. Hun eigen muziek, geschreven door Clarke en Nash of door Clarke, Nash en Hicks, was eenvoudige popmuziek. Ze gebruikten in het begin de naam van Nash' opa, L. Ransford, als collectief pseudoniem. Ze stonden bekend om hun zoetgevooisde, vrolijke en mooi vormgegeven liedjes. The Hollies onderscheidden zich van andere popgroepen met hun driestemmige harmonie. Clarke was de leadzanger. Nash en Hicks zorgden voor de hoge respectievelijk lage harmonieën.
De band scoorde in maart 1964 hun eerste grote hit met een cover van "Just One Look", waarmee de componist Doris Troy succes had gehad in de Verenigde Staten. De single van The Hollies bereikte de tweede plaats in de Britse hitlijst. Het jaar 1964 stond voor de band echter in het teken van een belangrijke muzikale ontwikkeling: de rhythm-and-bluescovers in hun oeuvre maakten steeds meer plaats voor de popliedjes die ze vaak zelf schreven. Na de single "Here I go again" gaf Parlophone in september 1964 voor het eerst een liedje van Clarke, Nash en Hicks uit als single, "We're through". Op het tweede album, het in november 1964 uitgegeven In the Hollies Style, stonden nog meer liedjes van Clarke, Nash en Hicks. Hun grootste successen bereikten ze echter met liedjes van andere componisten. Zo hadden ze in mei 1965 hun eerste nummer 1-hit in hun thuisland met het door Clint Ballard Jr. geschreven "I'm alive".

### Britse invasie in de Verenigde Staten
Haydock, de bassist van The Hollies, raakte verwikkeld in een conflict met een van de managers. Hij kwam niet meer bij de opnamesessies opdagen en werd begin 1966 uit de band gezet. Hij werd vervangen door Bernie Calvert. The Hollies maakten met hun nieuwe bassist deel uit van de Britse invasie, een periode in de muziekgeschiedenis waarin Britse bands veel succes hadden in de Verenigde Staten. Deze periode werd in 1964 ingeluid door The Beatles gevolgd door andere beatgroepen, zoals The Dave Clark Five en Herman's Hermits. Kort hierna volgde een 'tweede golf' van Britse bands, zoals The Kinks, The Rolling Stones en The Yardbirds, die de brave popliedjes verruilden voor rockmuziek, vaak met invloeden uit de Amerikaanse rhythm-and-blues. The Hollies speelden een rol in deze overgangsfase. Hun muziek was minder experimenteel en vernieuwend dan die van The Beatles, die met het album Rubber soul kwamen kort voordat The Hollies in de Verenigde Staten doorbraken, maar meer verfijnd en serieuzer dan die van bijvoorbeeld Herman's Hermits.
In de Verenigde Staten liet het succes langer op zich wachten dan in het Verenigd Koninkrijk. Nadat ze met The Everly Brothers het album Two Yanks in England hadden opgenomen, reisden The Hollies in het voorjaar van 1966 naar New York voor een optreden in het Paramount Theater. Nash ontmoette in New York Paul Simon en bezocht een van zijn opnames voor het album Parsley, Sage, Rosemary and Thyme. In hetzelfde jaar scoorden The Hollies er hun eerste kleine hit met het door Graham Gouldman geschreven "Look Through Any Window". Gouldman, die zelf in de jaren zeventig bekend werd met zijn band 10cc, schreef onder meer ook "Bus stop", waarmee The Hollies in de zomer van 1966 in de Verenigde Staten doorbraken. Ze bereikten met deze single zowel in de Amerikaanse als de Britse hitlijst de vijfde plaats. Hierna volgde in 1966 en 1967 een reeks hits, waaronder "Stop stop stop", "On a carousel" en "Carrie-Anne".

### Evolutie met en zonder The Hollies

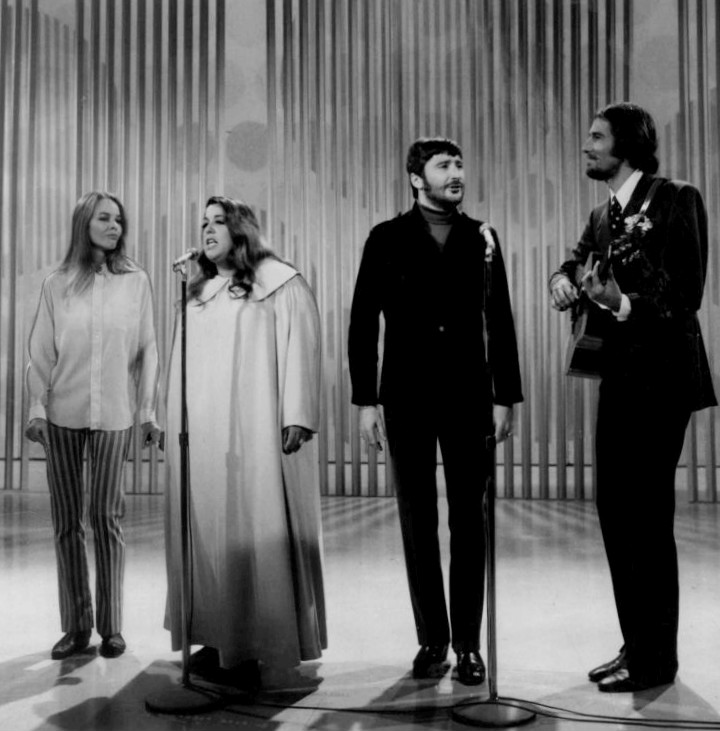
Nash kon bij Cass Elliot (tweede van links) zijn gevoelens kwijt: "The only person who knew how unhappy Graham was was Cass", aldus Stephen Stills.

In juni 1966 vlogen The Hollies naar Los Angeles, maar hun optredens gingen niet door omdat ze geen werkvergunningen hadden. Hun reis naar de Verenigde Staten bleek echter allesbehalve vruchteloos. The Hollies bezochten hun Amerikaanse platenlabel, Imperial Records. Nash maakte daar kennis met de radio-dj Rodney Bingenheimer, die hem meenam naar een opnamesessie van The Mamas and the Papas. Hij was diep onder de indruk van de humor en persoonlijkheid van Cass Elliot. Ze brachten in de dagen hierna samen veel tijd door. Nash rookte met Elliot voor het eerst marihuana en zij stelde hem voor aan David Crosby, met wie ze goed bevriend was. Hij gebruikte een jaar later met Elliot voor het eerst lsd, een geestverruimend middel, tijdens een Amerikaanse tournee met The Hollies.

She opened my mind to opening my life. Cass showed me many wonderful things in a very gentle way. [...] Cass became a very pivotal being in my universe.
— Nash over de tijd die hij met Cass Elliot doorbracht in de zomer van 1966.

De ontmoetingen met Elliot en Crosby inspireerden Nash om met The Hollies een nieuwe weg in te slaan. De muziek die hij in deze periode schreef, was ingewikkelder dan voorheen en kende meer invloeden uit de psychedelica. Deze muzikale ontwikkeling resulteerde onder meer in het album Evolution, dat in juni 1967 werd uitgebracht. De bijpassende kleurrijke albumhoes, waarop de bandleden in kaftans gekleed gingen, werd ontworpen door The Fool. Een paar maanden later volgde het album Butterfly. Dit album werd net als de andere platen van The Hollies in de Verenigde Staten uitgebracht met een andere titel en een aangepaste tracklist. Op de Amerikaanse uitgave, getiteld Dear Eloise / King Midas in reverse, stond het door Nash geschreven liedje "King Midas in reverse".
Nash en de andere leden van The Hollies groeiden uit elkaar. Het nieuwe werk van Nash viel lang niet altijd in goede aarde bij de rest. Hij was op zijn beurt niet meer tevreden met de oppervlakkige popmuziek waar ze om bekendstonden. Het ergerde hem dat de liedjes waar hij in zijn eentje zoveel tijd in stak, zoals "King Midas in reverse", op naam van het collectief Nash-Clarke-Hicks kwamen te staan. Hij begon liedjes te schrijven over meer gewaagde onderwerpen, bijvoorbeeld het liedje "Sleep song" met de tekst "Take off my clothes, and I'll lie by your side", maar de andere bandleden vonden deze te schunnig of niet commercieel genoeg. Hetzelfde gebeurde met "Marrakesh Express", dat Nash schreef tijdens een treinreis in Marokko, al hebben The Hollies wel één keer geprobeerd het op te nemen. De andere leden van The Hollies waren van plan om een album met muziek van Bob Dylan op te nemen, Hollies sing Dylan, tot groot ongenoegen van Nash, die inmiddels overwoog een soloalbum op te nemen.

### David Crosby en Stephen Stills

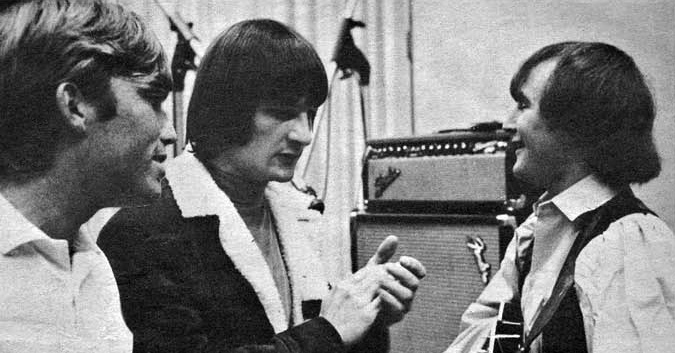
Nash kreeg van David Crosby (rechts) de waardering die hij bij The Hollies miste: "By appreciating the music that they didn't want to record, [...] Crosby has been there for me at the very beginning", aldus Nash.

In februari 1968 gingen The Hollies op tournee in Canada en de Verenigde Staten. Crosby bracht Nash in Los Angeles naar een feest van Peter Tork, de bassist van The Monkees. Daar maakte Nash kennis met Stephen Stills, een van de gitaristen van Buffalo Springfield. Op 14 februari 1968 traden The Hollies op in de Whisky a Go Go in Los Angeles. Na het optreden ging Nash met Crosby en Stills op pad. Ze zaten in een auto op Sunset Boulevard wiet te roken toen Stills vroeg wie van hen Nash van The Hollies zou afpakken: "Which one of us is gonna steal him?" In mei van dat jaar begonnen The Hollies aan een tournee met The Scaffold en Paul Jones in het Verenigd Koninkrijk. Het muziektijdschrift New Musical Express bracht het verhaal naar buiten dat Nash op het punt stond om de band te verlaten, omdat hij een andere muzikale richting voorstond en niet kon doen wat hij graag wilde:

I believe in a completely different musical direction to that in which the Hollies are going, and right now I feel as if I'm letting myself down not doing as I want.
— Nash over een mogelijk afscheid van The Hollies.

Ondertussen viel Buffalo Springfield uiteen door spanningen tussen Stills en Neil Young, de andere leadgitarist van de band. Stills werkte sindsdien als soloartiest, jamde met Jimi Hendrix en nam een album op met Al Kooper. De platenbaas Ahmet Ertegun zorgde ervoor dat hij in een studio zijn muziek kon opnemen. Stills nam in het begin zelf alle partijen op en besloot naderhand samen te werken met drummer Dallas Taylor. Hij werkte ook korte tijd met Dave Mason, die eerder lid was van de band Traffic, maar als soloartiest verder wilde. Stills kwam uiteindelijk bij Crosby terecht. Ze brachten hele dagen samen door met drugs en muziek. In de studio van Wally Heider namen ze voor het eerst met z'n tweeën een aantal liedjes op, waaronder "Long time gone" en "Guinnevere". In de zomer van 1968 zong het duo bij John Sebastian thuis. Sebastian, de voormalige zanger van The Lovin' Spoonful, zei dat hij vond dat ze voor hun harmoniezang een hoge derde stem nodig hadden en dat Nash' stem zich daar goed voor zou lenen.
Nash reisde in juli of augustus 1968 opnieuw naar de Verenigde Staten. Hij voelde zich thuis in Laurel Canyon, een buurt in Los Angeles waar destijds veel bekende artiesten uit de hippiebeweging leefden. Crosby, Stills, Nash, Sebastian, Cass Elliot, producent Paul Rothchild en zangeres Joni Mitchell, de toenmalige vriendin van Nash, kwamen op een dag samen bij iemand thuis in Laurel Canyon. Crosby en Stills zongen "You don't have to cry". Nash vroeg hun telkens om het liedje opnieuw te zingen en op gegeven moment zong hij met ze mee. Dit was de eerste keer dat Crosby, Stills en Nash (CSN) samen speelden. Het is onduidelijk waar dit precies gebeurde. Crosby is ervan overtuigd dat het in Mitchells woonkamer was. Stills heeft gezegd dat het bij Sebastian thuis was en beweert ook weleens dat het in de eetkamer van Elliot gebeurde. Nash vermeldt onder meer in zijn autobiografie Wild tales dat de groep bij Mitchell thuis ontstond, maar hij heeft in het verleden ook verklaard dat het in Elliots huis was.
Nash keerde terug naar het Verenigd Koninkrijk, maar hij liet de andere bandleden nog in het ongewisse over zijn naderende vertrek. Hij trok zich na optredens terug op zijn hotelkamer en schreef onder invloed van hasj de liedjes "Right between the eyes", "Lady of the island" en "Teach your children". The Hollies weigerden ook deze liedjes op te nemen en waren niet van gedachten veranderd over een coveralbum met muziek van Dylan. Nash was nog steeds lid van The Hollies toen hij met Crosby en Stills in The Record Plant in New York de liedjes "Helplessly hoping" en "You don't have to cry" opnam. Hij kreeg van Crosby de waardering voor zijn muziek die hij bij The Hollies miste. In september toerde Nash met The Hollies door Europa en nam hij de single "Listen to me" op.

### Vorming van een supergroep

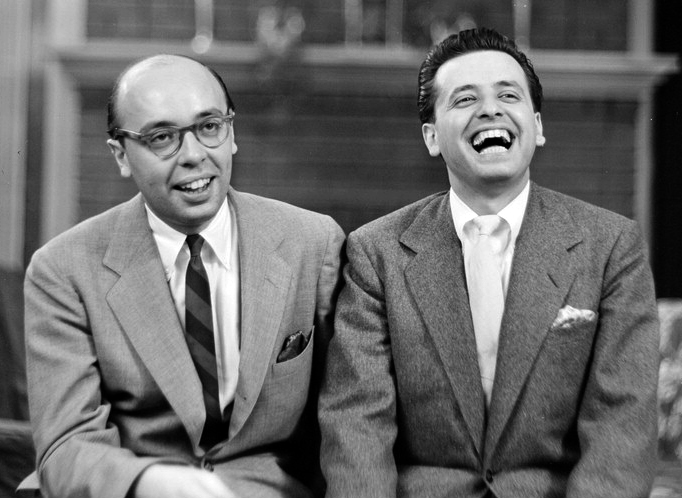
De baas van Atlantic Records, Ahmet Ertegün (links), bekostigde de reis van Crosby en Stills naar Londen om Nash over te halen zich bij hen aan te sluiten. Hij kwam later ook met het idee om Neil Young aan de groep toe te voegen.

Crosby en Stills reisden in december 1968 met John Sebastian naar Londen om ervoor te zorgen dat Nash de banden met zijn groep doorsneed en zich definitief bij het Amerikaanse duo aansloot. Deze reis werd bekostigd door Ahmet Ertegün, de platenbaas van Atlantic Records, waar Buffalo Springfield een contract had. Na het verlaten van The Hollies huurde Nash een paar weken lang met Crosby en Stills een appartement in Londen. Ze nodigden George Harrison uit om te komen luisteren naar hun muziek. Ze waren nog op zoek naar een platenlabel en The Beatles hadden net hun eigen platenlabel Apple Records opgericht. Harrison wees het trio echter af.
Ze keerden terug in de Verenigde Staten, waar ze zich na verloop van tijd vestigden op Long Island in New York, zodat ze aan hun muziek konden werken zonder de afleidingen die de gemeenschap in Laurel Canyon bood. Crosby, Stills en Nash zagen zichzelf nog niet als band en hadden dan ook geen naam gekozen. Crosby beschreef hen als een "samenkomst van vrienden". Stills vroeg Sebastian om zich als drummer bij hen aan te sluiten, maar hij was druk bezig met zijn eerste soloalbum. Crosby, stills en Nash werkten hier alle drie aan mee en zo ook de drummer Dallas Taylor. Op aanraden van Sebastian sloot Taylor zich bij het drietal aan.
Crosby, Stills & Nash werden door het publiek en de muziekpers gezien als supergroep, omdat ze elk veel succes hadden gehad met hun eigen bands: Stills met Buffalo Springfield, Crosby met The Byrds en Nash met The Hollies. Ertegun was geïnteresseerd in hun werk, maar Nash moest zijn platencontracten met Epic Records (onderdeel van Columbia Records) en EMI Music nog ontbinden. David Geffen werd als bandmanager aangetrokken om te onderhandelen met de baas van Epic Records. De contractuele problemen werden opgelost door een ruil tussen Columbia en Atlantic. Richie Furay, die met Stills deel uitmaakte van Buffalo Springfield, richtte een nieuwe band op, Poco. Hij maakte countryrock en Columbia wilde deze muziek wel uitgeven, in tegenstelling tot Furays platenlabel Atlantic. Nash mocht zich in ruil daarvoor bij Atlantic aansluiten.
Nadat ze een aantal weken in New York met z'n drieën muziek maakten, meestal onder invloed van wiet of cocaïne, gingen ze terug naar Los Angeles. Op 8 februari 1969 begonnen Crosby, Stills en Nash met de opnames voor hun eerste album in Studio 3 van Wally Heider. Na twee maanden waren ze klaar met de opnamen. Het album, getiteld Crosby, Stills & Nash, werd in mei 1969 door Atlantic Records uitgegeven. Het was een groot succes. Er werden meer dan twee miljoen exemplaren van verkocht. In de Amerikaanse hitlijst bereikten Crosby, Stills en Nash met het album de zesde plaats. Als eerste single werd "Marrakesh Express" uitgebracht, een door Nash geschreven liedje dat The Hollies weigerden op te nemen. De single piekte op de 28ste plaats in de Billboard Hot 100. De tweede single, het door Stills geschreven "Suite: Judy blue eyes", bereikte de 21ste plaats. De groep won bij de uitreiking van de Grammy Awards in maart 1970 de prijs voor beste nieuwkomer.

### Crosby, Stills, Nash & Young

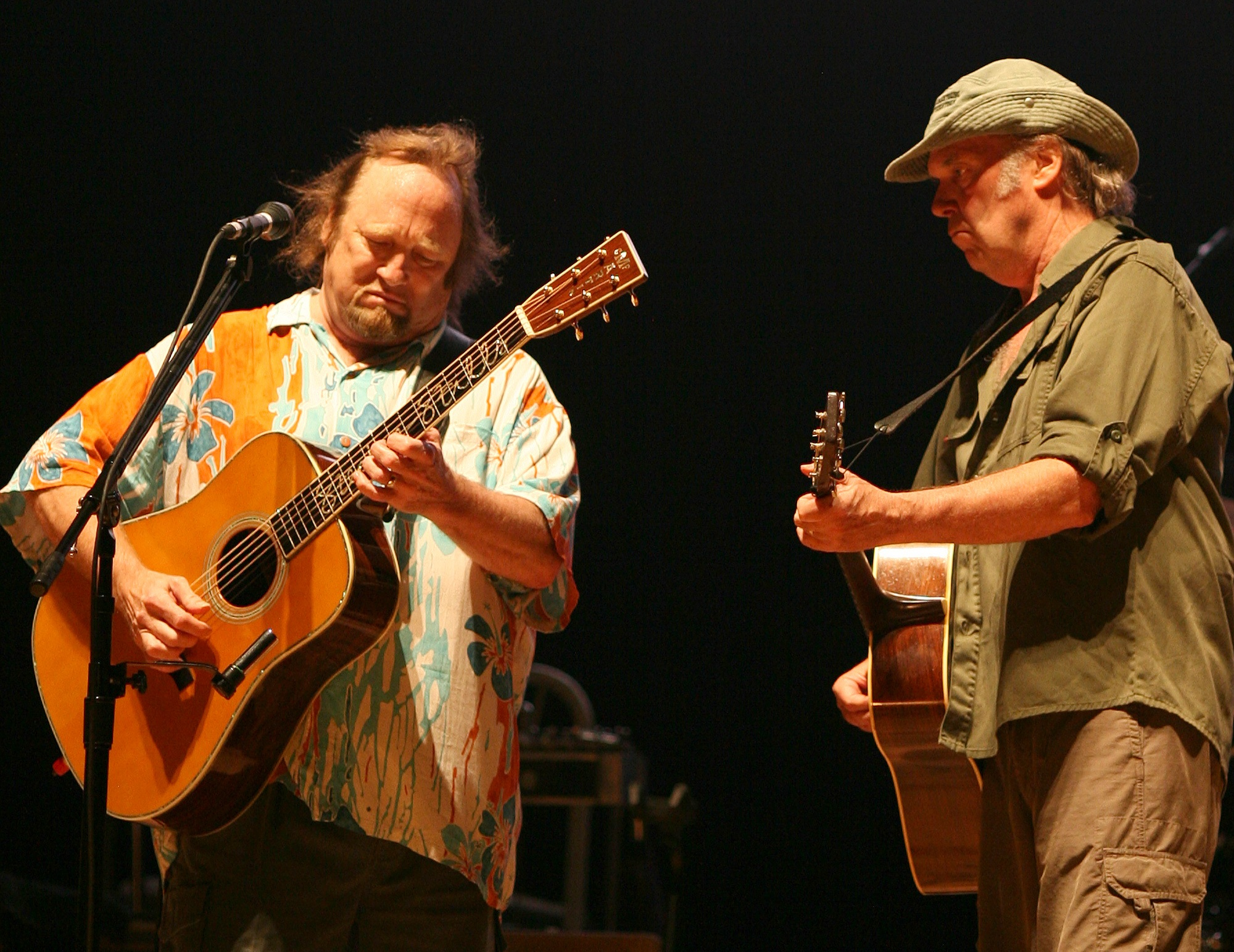
Stephen Stills (links) en Neil Young (rechts) werden in CSNY weer herenigd na het uiteenvallen van Buffalo Springfield: "Stephen and I were happy to be playing together again and picked up right where we had left off", aldus Young.

Crosby en Nash wilden optreden zoals Simon & Garfunkel, met alleen harmoniezang en akoestische gitaren. Stills zag dat niet zitten en wilde met een rockband optreden. Ze besloten om voor hun eerste tournee de concerten te verdelen in een gedeelte met akoestische muziek en een gedeelte met elektronische muziek. Ze hadden echter meer muzikanten nodig om de muziek van hun debuutalbum live te kunnen spelen. Crosby en Nash lieten het aan Stills over om deze te vinden. Eerst zocht hij naar een toetsenist. Hij vroeg onder anderen Steve Winwood van Traffic, Mark Naftalin van The Paul Butterfield Blues Band en Al Kooper van Blood, Sweat & Tears, maar geen van allen had interesse.
Ertegün, die het uiteenvallen van Buffalo Springfield erg betreurde, stelde voor om Neil Young bij de groep te voegen. Nash verzette zich eerst tegen dat plan, omdat hij Young niet goed kende en bang was dat de band te veel zou veranderen. Hij vond het eigenlijk ook niet nodig om de samenstelling van de groep te wijzigen. Het debuutalbum was immers een groot succes. Young stond bekend om zijn eigenzinnigheid en had Buffalo Springfield een paar keer in de steek gelaten, waardoor ook Stills aanvankelijk twijfelde over Ertegüns voorstel. Nash en Stills gingen uiteindelijk toch akkoord. Young wilde zich op zijn beurt alleen bij het trio aansluiten als volwaardig groepslid. Hierdoor werd de bandnaam gewijzigd in Crosby, Stills, Nash & Young (afgekort: CSNY).
In het begin werd Bruce Palmer (eveneens van Buffalo Springfield) als bassist aangetrokken. Hij nam met CSNY een cover van het door Terry Reid geschreven "Horses Through a Rain Storm" op. De bandleden waren echter niet tevreden, want Palmer maakte te veel foutjes en kon zich het repertoire niet snel genoeg eigen maken, aldus Young. Hij werd vervangen door Greg Reeves. Het gezelschap repeteerde in een groot landhuis dat Stills van Peter Tork van The Monkees huurde. Ze zouden op 25 juli 1969 in Fillmore East voor het eerst optreden, maar het concert ging niet door vanwege keelproblemen van Nash. Op 16 augustus 1969 gaven ze in het Auditorium Theatre in Chicago hun eerste concert. In het voorprogramma stond Joni Mitchell.
Het tweede optreden van Crosby, Stills, Nash & Young was op het Woodstock-festival. De band vloog met twee helikopters naar een klein vliegveld in de buurt van het festivalterrein. Volgens Young en Roberts reden ze daarna in een gestolen pick-uptruck tussen het publiek door richting het podium. Voordat ze om drie uur 's nachts het podium op gingen, moesten ze nog wachten op hun instrumenten. Ze ontmoetten backstage John Sebastian, met wie ze voor het optreden jointjes rookten. Ze begonnen hun optreden met "Suite: Judy blue eyes", gevolgd door onder meer "Marrakesh Express" en een paar liedjes van Young. Mitchells optreden op Woodstock werd door Geffen en Roberts afgezegd, zodat ze daags na het festival in het televisieprogramma The Dick Cavett Show kon verschijnen. Ze werd overigens in dat programma wel vergezeld door Crosby, Stills en Young. Nash was toen afwezig, omdat hij vanwege zijn Britse nationaliteit niet over de juiste papieren zou beschikken. Mitchell liet zich door de verhalen van de bandleden inspireren tot het schrijven van het liedje "Woodstock".

### Déjà vu

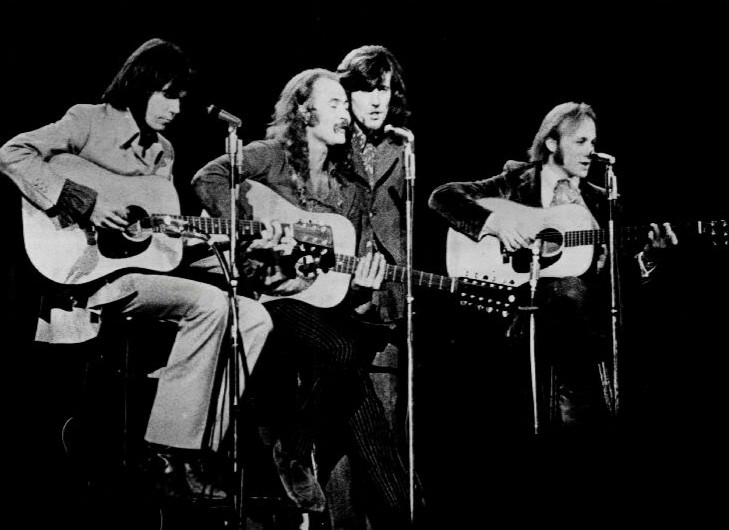
Young, Crosby, Nash en Stills tijdens een optreden op 11 juni 1970.

CSNY begon in oktober 1969 in de studio van Wally Heider met de opnamen voor hun album Déjà vu. De samenwerking verliep minder voorspoedig dan ten tijde van hun eerste album Crosby, Stills & Nash. Stills vervulde toen een voortrekkersrol, speelde bijna alle instrumenten en werkte vaak tot diep in de nacht alleen of met Dallas Taylor aan de muziek. Die rol was hem niet gegund bij de opnamen van Déjà vu. In de studio waren Crosby, Stills, Nash en Young bijna nooit allemaal tegelijkertijd aanwezig, behalve voor de opnamen van "Woodstock", dat Mitchell hen aanleerde. De diverse partijen werden meestal afzonderlijk opgenomen en Déjà vu was dan ook meer een verzameling liedjes van de individuele leden dan een gezamenlijk werk.
In de laatste week van september 1969 verongelukte Christine Hinton, de vriendin van Crosby, die hierdoor erg van slag raakte. Een reeks optredens met Sebastian ging om deze reden niet door. Nash bracht in deze periode veel tijd door met Crosby. Ze reisden samen naar New York en Londen en voeren op Crosby's boot The Mayan. Crosby, vaak overmand door intens verdriet, zocht heimelijk zijn toevlucht in het gebruik van heroïne. Stills, Nash en Young gebruikten indertijd veel cocaïne. Het liedje "Helpless" werd volgens Young vroeg in de ochtend opgenomen, na een lange sessie, zodat ze vermoeid en nuchter genoeg zouden zijn om het trage tempo aan te houden. Er waren ook problemen op relationeel vlak: Stills had intussen met zangeres Judy Collins gebroken en ook Nash' relatie met Joni Mitchell liep stuk. De liedjes op hun album Déjà vu zijn door deze omstandigheden een stuk somberder dan die op het eerste album.

So we were all struggling with romance, confused that the universe suddenly wasn't going right, which is why Déjà Vu is so much darker than the first record.
— Nash over de ongelukkige omstandigheden rond de opnames van Déjà vu.

De onderlinge spanningen namen toe terwijl ze in augustus en september 1969 optraden. De groep stond zelfs op het punt om uiteen te vallen toen Nash en Stills tijdens een pauze backstage ruzie kregen. Stills speelde tot Nash' ongenoegen drie extra liedjes om indruk te maken op Bob Dylan, die in het publiek zat bij een van hun optredens in Fillmore East. Na drie kwartier gingen ze toch weer het podium op. In december 1969 traden Crosby, Stills, Nash & Young op in het voorprogramma van The Rolling Stones als onderdeel van het Altamont Free Concert. De sfeer in het publiek was grimmig en de bandleden vertrokken vlug na hun optreden. Er werd gevochten door de toeschouwers en de leden van de Hell's Angels die als beveiliging waren ingeschakeld. Hun tournee eindigde vrij plotseling door onenigheid tussen de bandleden.
In totaal waren de bandleden naar schatting 800 uur bezig met het opnemen van alle muziek. Eind december 1969 waren de opnamen voor Déjà vu afgerond en werd het album gemixt. Op het album staan twee liedjes van Nash: het tevens als single uitgebrachte "Teach your children" en "Our house", over de periode waarin hij samen met Mitchell in Laurel Canyon woonde. De groep begon aan een tournee ter gelegenheid van hun nieuwe album, dat Atlantic Records in maart 1970 uitbracht. Er waren op dat moment reeds twee miljoen exemplaren van verkocht. Crosby, Stills, Nash en Young bereikten met Déjà vu de eerste plaats in onder meer de Nederlandse en Amerikaanse hitlijsten. Naar aanleiding van het Kent State-bloedbad schreef Young het protestlied "Ohio", zodat ze toch weer even bij elkaar kwamen om het nieuwe liedje op te nemen. Een live opgenomen versie van "Ohio" werd als single uitgebracht met op de B-kant het door Stills geschreven liedje "Find the cost of freedom". Het tijdens hun tournee opgenomen livealbum 4 way street werd in april 1971 uitgegeven.

### Solowerk en Crosby-Nash
De tournee van CSNY was in juli 1970 afgelopen. In deze periode werkten alle vier leden aan soloalbums: Young met After the gold rush, Stills met Stephen Stills, Crosby met If I could only remember my name en Nash met Songs for beginners. Het stranden van zijn relatie met Mitchell inspireerde Nash begin 1970 tot het schrijven van de liedjes "Simple Man", "I used to be a king" en "Stranger's room". Hij zong mee op "Love the one you're with" voor Stills' album. Hij leerde tijdens deze opnamen zangeres Rita Coolidge kennen, met wie hij een kortstondige relatie kreeg en ging samenwonen in Beachwood Canyon in Los Angeles. Naast gevoelige liedjes als "Wounded bird" (over Stills na diens relatie met Collins) en "Better days" (over zijn persoonlijke ervaringen destijds) schreef Nash ook protestliedjes, zoals "Military madness" en "Chicago". In januari 1971 vormde hij voor het eerst een duo met Crosby voor een optreden in de show Free the Army, die mede door actrice Jane Fonda werd georganiseerd als protest tegen de Vietnam-oorlog.
Nash rondde de opnamen voor zijn soloalbum begin 1971 in Heiders studio af. Hij werd hiervoor begeleid door onder anderen Crosby, Coolidge, Dave Mason, Jerry Garcia, John Barbata en Chris Ethridge. Neil Young speelde mee onder het pseudoniem Joe Yankee. Songs for beginners werd in juni 1971 uitgebracht. Het werd in de Verenigde Staten meer dan een miljoen keer verkocht en bereikte de top twintig in zowel de Britse als de Amerikaanse hitlijst. In de Nederlandse hitlijst stond Nash met zijn album op de vierde plaats. "Chicago" werd in juni 1971 als eerste single uitgebracht, met op de B-kant "Simple man". De single bereikte in de Verenigde Staten de 35ste plaats. Twee maanden later volgde de single "Military madness" met op de B-kant "I used to be a king".
In 1971 ging Nash op tournee met Crosby. Een bootleg van een optreden van het duo werd in 1998 uitgebracht met als titel Another stoney evening. Bij een aantal van hun concerten in september 1971 sloten Stills en Young zich bij hen aan. Crosby en Nash namen aan het einde van dat jaar voor het eerst als duo een liedje op, het door Mitchell geschreven "Urge for going". David Geffen zong de coupletten en Crosby en Nash het refrein. De single werd echter nooit uitgegeven. In april 1972 werd wel het eerste studioalbum van het duo uitgegeven, met de titel Graham Nash/David Crosby. Het album bereikte de vierde plaats in de Amerikaanse hitlijst en leverde Crosby en Nash een gouden plaat op. De liedjes "Immigration man" en "Southbound train" werden als singles uitgebracht. Crosby en Nash droegen het album op aan Mitchell.

### Human HighwayenWild Tales
In het voorjaar van 1973 toerde Young met The Stray Gators door de Verenigde Staten. Aan het einde van deze tournee kreeg hij last van zijn stem. Crosby en Nash werden voor de laatste drie weken gevraagd om mee te zingen. Ze zijn te horen op "Yonder stands the sinner" en "Last dance" op het in oktober 1973 uitgegeven livealbum Time fades away. Crosby, Stills, Nash en Young gingen van eind mei tot begin juni 1973 met bassist Tim Drummond en drummer Barbata op vakantie naar het Hawaïaanse eiland Maui. Ze repeteerden samen en maakten plannen voor een nieuw album en een tournee. Het album zou Human highway heten en voor de albumhoes zou een foto worden gebruikt van het gezelschap met op de achtergrond een ondergaande zon in Hawaï. Op de laatste dag van de vakantie ontstond weer ruzie binnen de groep. Een paar weken later kwamen ze toch bij elkaar op Youngs ranch om verder aan het album te werken. Daar namen ze enkele liedjes op, waaronder "Human highway", "And so it goes" en "Prison song". Deze opnamesessies verliepen niet naar wens. Stills had te kampen met een cocaïneverslaving en Young hield zich vaak afzijdig van de rest van de groep. Het album werd nooit uitgegeven.
Hierna vormden Crosby en Nash een band met Barbata, Drummond en gitarist David Lindley. Na een paar optredens werd Lindley vervangen door Don Felder, die met Stills had gespeeld toen hij nog naar school ging. Crosby, Stills en Nash traden één keer samen op, waarna Stills met zijn nieuwe groep Manassas verderging. In oktober 1973 speelden Crosby, Nash en even later Young met Stills tijdens een concert van Manassas in Winterland in San Francisco. Felder sloot zich begin 1974 aan bij Eagles, een rockband die in het voorprogramma stond van Youngs tournee eind 1973. In december 1973 speelden Crosby, Nash en Young opnieuw samen.
Nash richtte in de kelder van zijn huis in San Francisco een geluidsstudio in. Hij gaf deze studio de naam Rudy Records, naar de hond van een van zijn managers. Hij nam hier in het najaar van 1973 het album Wild tales op. Crosby, Young en Mitchell verleenden opnieuw hun medewerking. Atlantic Records gaf het album in december 1973 uit. Het stelde in commercieel opzicht teleur. In februari 1974 bereikte Nash er de vierendertigste plaats in de Amerikaanse hitlijst mee. De slechte verkoopcijfers weet hij zelf aan het gebrek aan promotie door het platenlabel, iets wat door Ertegün wordt weersproken. De muziek op Wild tales is mistroostig, door Nash omschreven als "dark and moody". De moord op zijn vriendin Amy Gossage door haar broer wordt hiervoor soms als reden gegeven, zoals op AllMusic en door Nash zelf in een interview volgens Dave Zimmer in het boek Crosby, Stills & Nash, maar die schokkende gebeurtenis vond ruim een jaar nadien plaats, op 13 februari 1975.

### CSNY-reünie in 1974

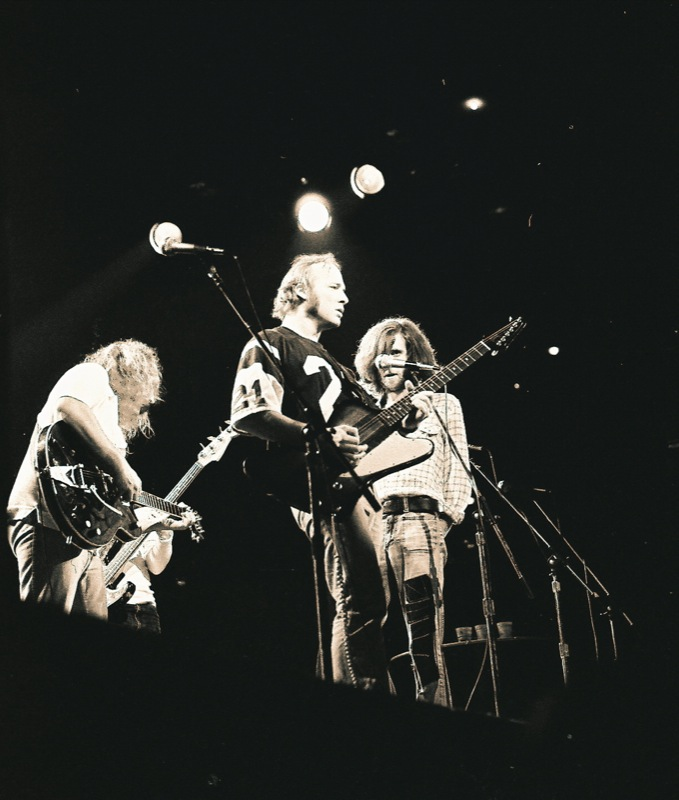
CSNY in augustus 1974 met Nash rechts naast Stills.
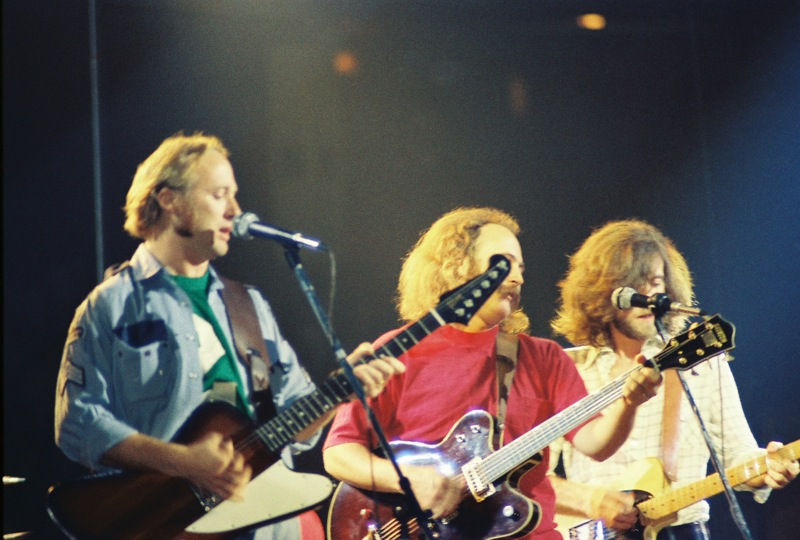
Stills, Crosby en Nash in augustus 1974.
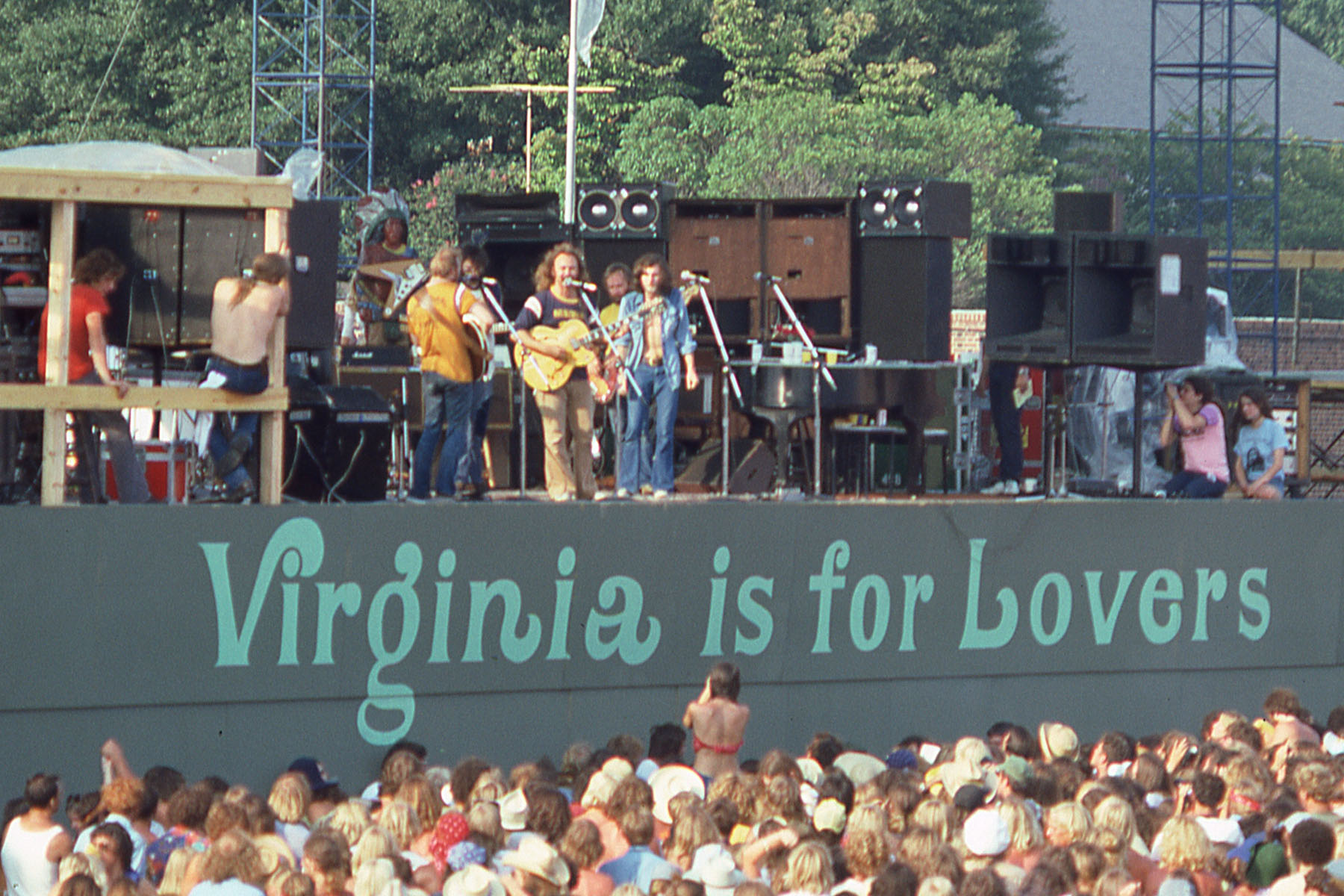
CSNY met achter de microfoonstandaards Nash rechts naast Crosby.
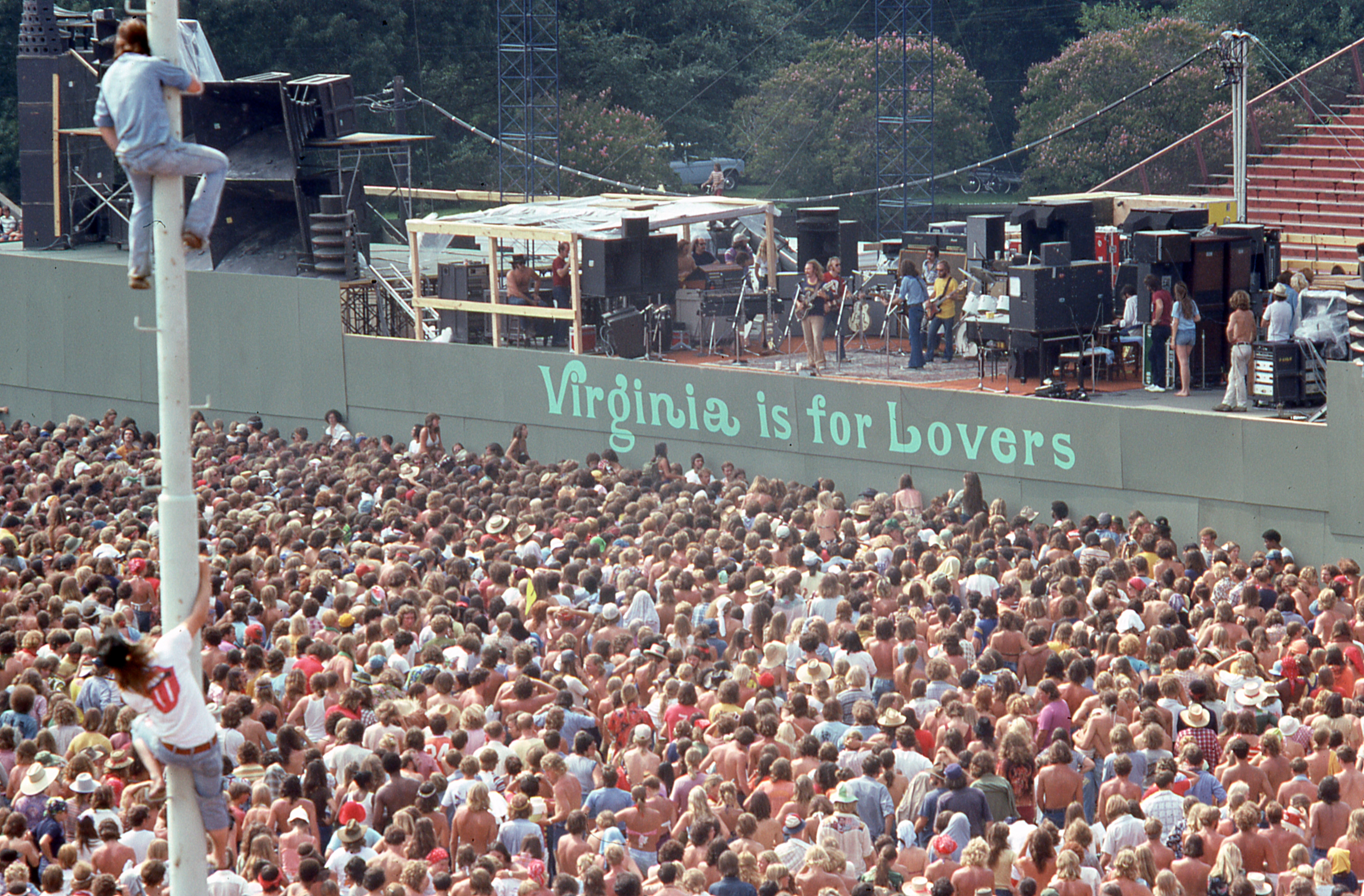
CSNY tijdens een concert op 27 augustus 1974 in Norfolk (Virginia).
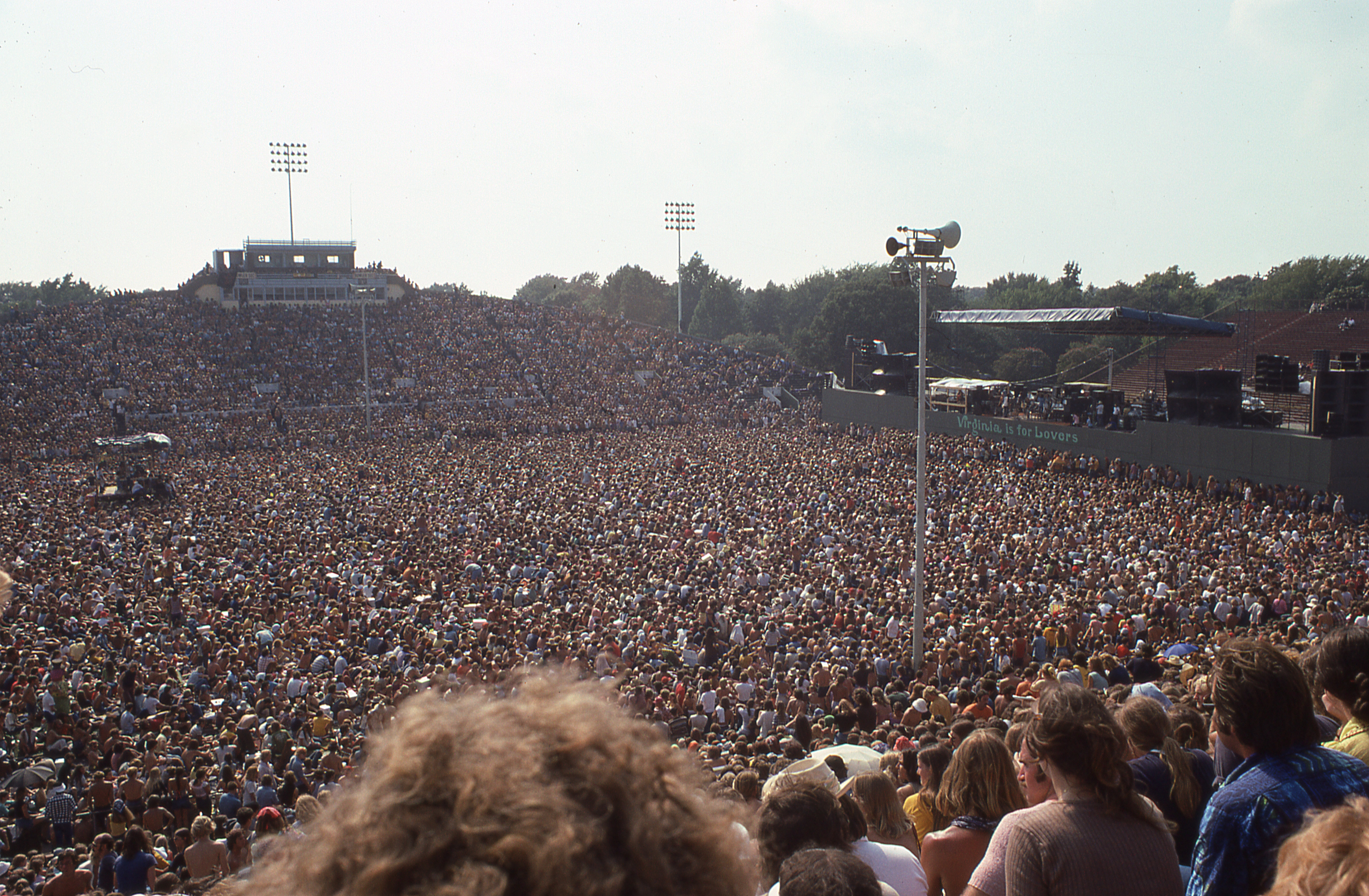
Een stadion in Norfolk tijdens een concert van CSNY.

Het jaar 1974 stond voor Nash in het teken van een reünie van Crosby, Stills, Nash & Young. Bill Graham, Elliot Roberts en David Geffen kwamen met het idee van een grootschalige tournee, waarbij in twee maanden tijd tientallen concerten werden gegeven in stadions met gemiddeld vijftigduizend toeschouwers. Een tournee van deze omvang was destijds nog ongekend. In de voorprogramma's stonden afwisselend bands als Santana, The Beach Boys en The Band. Mitchell ontwierp een logo voor deze toer en trad zelf ook een aantal keer op. CSNY werd begeleid door drummer Russ Kunkel, percussionist Joe Lala en bassist Tim Drummond. Voor aanvang van de tournee repeteerden ze op Youngs ranch op een podium naast zijn huis.
De tournee begon op 9 juli in het Seattle Center Coliseum in Seattle en eindigde in het Wembley Stadium in Londen op 14 september 1974. Er werden veel nieuwe liedjes gespeeld, zoals "Pushed it over the end" van Young, "Time after time" van Crosby, "It's all right" en "Fieldworker" van Nash en het ter plekke door Young naar aanleiding van het aftreden van Richard Nixon geïmproviseerde "Goodbye Dick". De kwaliteit van de muziek liet weleens te wensen over, mede doordat Crosby en Nash zichzelf vaak niet konden horen door de luide gitaren. Crosby heeft zich nadien beklaagd over het feit dat hij geen contact kon maken met het publiek en noemde de tournee "The Doom Tour". Stills heeft later verklaard dat ze het vooral voor het geld deden, iets wat Nash in zijn autobiografie beaamt. De tournee leverde in totaal meer dan elf miljoen dollar op, maar het merendeel hiervan werd verbrast aan drugs, limousines en duur eten. De bandleden snoven telkens cocaïne voordat ze het podium op gingen. Crosby, Stills, Nash en Young hielden elk ongeveer een half miljoen dollar over.
Negen concerten werden opgenomen, maar een livealbum werd pas veertig jaar later uitgegeven. Atlantic Records gaf op 19 augustus 1974 het verzamelalbum So far uit. Ze bereikten er de eerste plaats in de Amerikaanse albumlijst mee. Het door Mitchell ontworpen logo werd als albumhoes gebruikt. In december 1974 kwamen de muzikanten weer bijeen in de Record Plant in Sausalito (Californië) om een nieuw album op te nemen. Ze namen twee liedjes op, "Homeward through the haze" van Crosby en "Wind on the water" van Nash, waarna Young zonder iets te zeggen vertrok. Crosby, Stills en Nash probeerden toen als trio verder te gaan, maar Stills en Nash kregen ruzie over de compositie van "Guardian Angel", zodat het idee van een nieuw album werd afgeblazen.

### Crosby & Nash bij ABC Records
|                                                                            |  |  |
| Crosby & Nash in het Frost Amphitheater in Stanford in Californië in 1976. |  |  |

Aan het begin van 1975 trok Nash met Crosby in een bungalow van het Chateau Marmont in Los Angeles. Art Garfunkel verbleef in de naastgelegen bungalow. Crosby en Nash werden door James Taylor gevraagd om hem te helpen bij de opnamen van zijn album Gorilla. Ze zongen mee in het liedje "Mexico", dat als single de 49ste plaats in de Billboard Hot 100 bereikte. Ze namen afstand van alles wat met CSNY te maken had en in mei 1975 sloten ze een overeenkomst om bij ABC Records als duo twee albums uit te brengen.
Voor het eerste album, het in september 1974 uitgegeven Wind on the water, lieten ze zich begeleiden door drummer Russ Kunkel, bassisten Drummond en Leland Sklar, gitaristen David Lindley en Danny Kortchmar en toetsenist Craig Doerge. Deze groep kreeg de naam The Mighty Jitters. Ook Taylor, Carole King en Jackson Browne werkten mee aan het album. Crosby en Nash putten voor de muziek van Wind on the water zoals gewoonlijk inspiratie uit persoonlijke ervaringen. Zo schreef Nash het liedje "Mama lion" over de tijd die hij met Mitchell doorbracht aan de kust van Brits-Columbia. Ze lieten zich echter ook inspireren door hun maatschappelijke en politieke opvattingen, zoals hun afkeur van de walvisjacht. Tijdens hun concerten in 1975 speelden ze "Critical mass" van Crosby en "Wind on the water" van Nash terwijl ze videobeelden van walvissen lieten zien. Hun album piekte op de zesde plaats in de Amerikaanse albumlijst. Onder meer het door Crosby geschreven "Carry me" werd als single uitgebracht.
Nash produceerde in 1976 het album Seed of memory van Terry Reid. Stills en Young waren in dat ook jaar als duo bezig met The Stills-Young Band. Young vroeg Crosby en Nash om in een studio in Miami zangpartijen op te nemen voor hun album Long may you run, maar hij besloot deze opnamen te schrappen. Crosby en Nash hadden zelf een studio geboekt voor hun tweede album bij ABC Records. Ze hadden daardoor geen tijd om verder te werken aan het album met Stills en Young, die het wilden afronden voordat hun tournee zou beginnen. De elpee van Crosby en Nash, Whistling down the wire, werd in de zomer van 1976 uitgegeven. Het album piekte op de 26ste plaats in de Amerikaanse albumlijst. De single "Out of the darkness" werd door Crosby, Nash en Doerge geschreven.

### CSN
Crosby en Nash toerden in de herfst van 1976 door Europa. Op 12 augustus 1976, voor aanvang van die tournee, gaven ze voor de derde avond op rij een concert in het Greek Theatre in Los Angeles. Stills was door Young in de steek gelaten halverwege hun tournee voor het album Long may you run. Hij zocht Crosby en Nash op en sloot zich bij het duo aan voor de toegift, "Teach your children". Hij ging hierna op tournee als soloartiest. Crosby, Stills en Nash kwamen in december 1976 bij elkaar in The Record Plant om een nieuw album op te nemen. Op de eerste dag namen ze "See the changes" van Stills en "Just a song before I go" van Nash op. Hij schreef ook "Cold rain" en "Cathedral". Het trio woonde in de eerste maanden van 1977 samen in Miami, waar de rest van de opnamen werd gedaan in Criteria Studios.
Young bezocht een van deze sessies, maar hij nam geen muziek op voor het album, CSN, dat in juni 1977 werd uitgebracht door Atlantic Records. Crosby, Stills en Nash bereikten met het album de tweede plaats in de Billboard 200. Het door Nash geschreven "Just a song before I go" werd een hit, met als hoogste notering een zevende plaats in de Amerikaanse hitlijst. Tijdens hun tournee in de zomer gaf ABC Records het livealbum Crosby-Nash Live uit, met muziek van Crosby, Nash en hun achtergrondband The Mighty Jitters. Na deze tournee gaven Crosby en Nash met Young in augustus 1977 een benefietoptreden voor de boerenvakbond United Farm Workers in het Santa Cruz Civic Auditorium. In de herfst van 1977 volgde een tweede tournee van Crosby, Stills & Nash. Tijdens deze tournee namen de onderlinge spanningen weer toe, maar in 1978 ging het trio toch opnieuw de studio in. Ze namen onder meer "Helicopter song" en "Mirage" van Nash en "Jigsaw" van Crosby en Nash op. In februari 1978 zagen ze af van het idee om een nieuw album op te nemen. Ze gingen niettemin in de zomer van 1978 wederom op tournee.

### Familieleven, fotografie en activisme
Aan het einde van de jaren zeventig bracht Nash meer tijd door met zijn familie. Hij trouwde in 1977 en kreeg in februari 1978 zijn eerste kind. Hij kocht een huis in Wainiha, een gebied aan de noordelijke kust van het Hawaïaanse eiland Kauai. Hij verbleef met zijn gezin afwisselend op Hawaï en in Los Angeles of San Francisco. Nash hield zich ook meer bezig met fotografie, een hobby die hij al op jonge leeftijd had, maar verruilde voor een carrière als muzikant. Zijn vader was een amateurfotograaf. Nadat hij met CSNY genoeg geld had verdiend, begon Nash in 1971 met het verzamelen van foto's. De eerste foto die hij kocht, was "Child with Toy Hand Grenade in Central Park" van Diane Arbus uit 1962. In 1978 publiceerde hij een fotoboek over zijn verzameling, The Graham Nash Collection. Hij stelde zijn verzameling ook tentoon. Hiervoor werkte hij samen met curator Graham Howe.

At the start of 1979, I turned back to what I deeply loved: making music, expressing myself through song, photography, art, and activism.
— Nash over zijn activiteiten eind jaren zeventig en begin jaren tachtig.

Begin 1979 trad Nash op met Jackson Browne om geld in te zamelen voor de Abalone Alliance, een organisatie die zich verzette tegen de bouw van een aantal kernreactors. Hij richtte een paar maanden later met Browne, Bonnie Raitt, journalist Harvey Wasserman en politicus John Hall de activistengroep Musicians United for Safe Energy (MUSE) op om te protesteren tegen kernenergie. De groep organiseerde in september 1979 vijf concerten in Madison Square Garden, gevolgd door een protestactie in Manhattan waar ongeveer 200.000 mensen op afkwamen. Nash trad met Crosby en Stills op bij deze concerten, die de naam No Nukes kregen. In november 1979 werd het uit drie elpees bestaande livealbum No nukes: The muse concerts for a non-nuclear future uitgebracht. MUSE schonk in totaal een half miljoen dollar aan de antikernenergiebeweging. Nash schreef over kernenergie het liedje "Barrel pain".

### Soloalbum en reünies

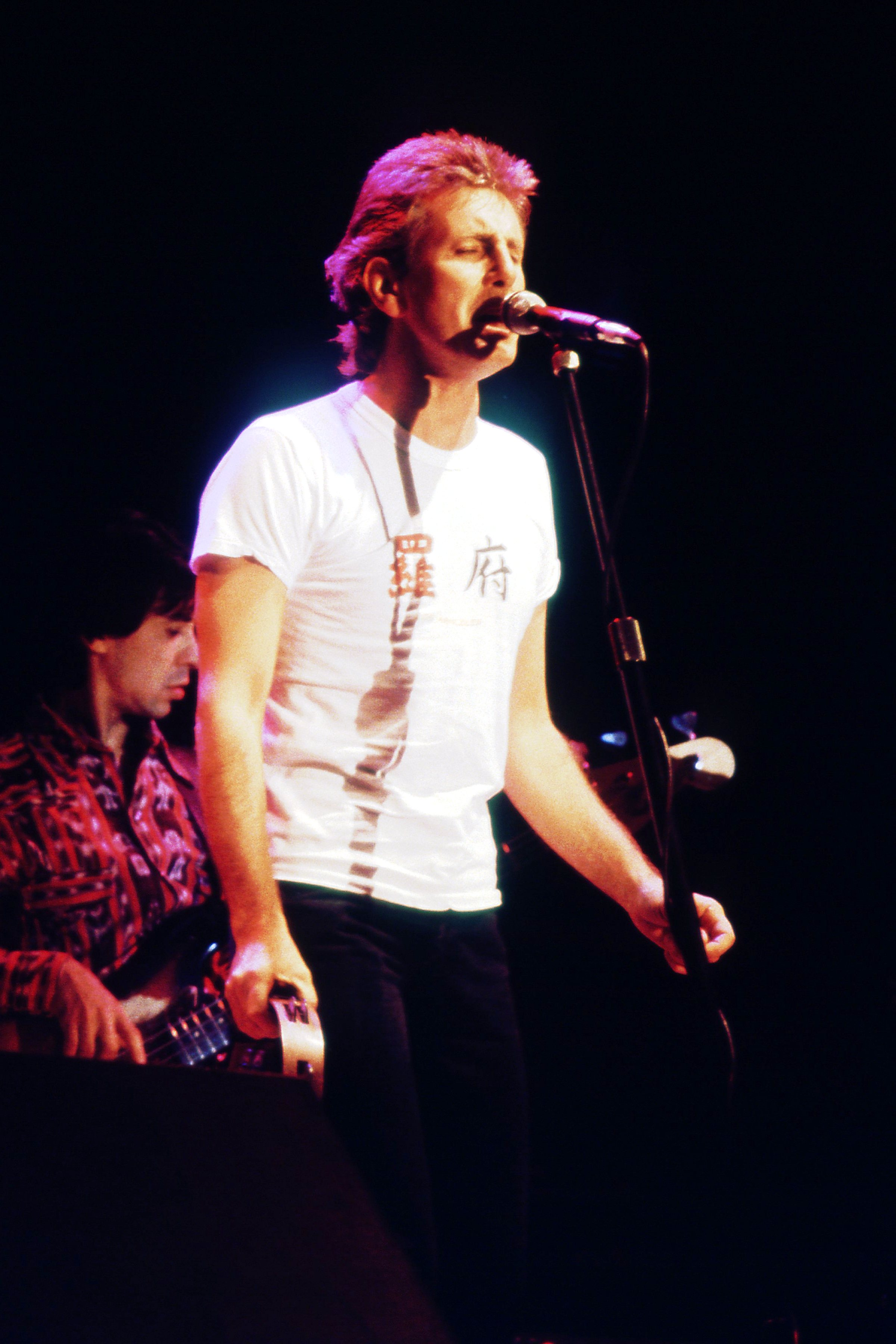
Nash tijdens een optreden van Crosby, Stills & Nash in 1983.

Nash begon in februari 1979 met Crosby in de Britannia Studios in Los Angeles aan de opnamen voor een nieuw album. Ze werden muzikaal begeleid door The Mighty Jitters, Russ Kunkel en Eagles-gitarist Joe Walsh. Crosby had te kampen met een ernstige cocaïneverslaving en kon zich in de studio maar nauwelijks concentreren. Nash besloot zonder Crosby verder te gaan en een soloalbum te maken. Hij had op dat moment de liedjes "Out on the island", "Love has come", "Barrel pain", "Helicopter song" (met Stills) en "Magical child" opgenomen. In februari 1980 werd het album Earth & sky uitgegeven door Capitol Records, nadat zijn toenmalige platenlabel Columbia Records weigerde de elpee uit te brengen zonder streepjescode op de hoes.
Stills bezocht Nash in 1980 op Hawaï. Ze speelden samen en maakten plannen om met z'n tweeën een album op te nemen. In de studio in Los Angeles werden ze begeleid door Perry, Vitale, toetsenist Michael Finnigan en gitarist Michael Stergis. Stanley Johnston en Steve Gursky verzorgden de muzikale productie. Stills en Nash namen de zangpartijen op Hawaï op om aan de hectiek in Los Angeles te ontsnappen. Art Garfunkel werd ingeschakeld om mee te zingen in het liedje "Daylight again". In augustus 1981 waren de opnamesessies afgerond, maar Atlantic Records wilde alleen een album van Crosby, Stills & Nash uitgeven.
In november 1981 vroeg Nash aan Crosby om mee te werken aan het album dat hij met Stills had opgenomen. De meeste liedjes werden niet of nauwelijks veranderd. Crosby voegde een paar liedjes toe van zijn soloalbum dat Capitol Records niet wilde uitgeven. Het album van Crosby, Stills & Nash, getiteld Daylight again, werd in juni 1982 uitgegeven en piekte op de achtste plaats in de Amerikaanse hitlijst. Het trio ging hierna op tournee en in juni 1983 werd het livealbum Allies uitgebracht. Na de tournee met Crosby en Stills vloog Nash naar Engeland voor een reünie van The Hollies. Hij had in 1981 al een keer met Allan Clarke, Tony Hicks en Bob Elliott opgetreden in Top of the Pops en het liedje "Somethin' ain't right" met ze opgenomen. In de eerste maanden van 1983 namen ze het album What goes around... op, dat door Atlantic Records werd uitgegeven.

### Innocent EyesenAmerican Dream
Atlantic Records gaf in maart 1986 het vierde soloalbum van Nash uit. In een wanhopige poging om met de tijd mee te gaan, gebruikte hij een drummachine en op het album, getiteld Innocent eyes, staat veel elektronische muziek. Hij bleef met het album steken op de 136ste plaats in de Amerikaanse hitlijst. Crosby wilde graag weer met Stills, Nash en Young een album opnemen. Young beloofde hem dat hij zou meewerken als hij naar een afkickkliniek zou gaan. Crosby, Stills en Nash hadden in juni 1987 al voorbereidingen getroffen in de studio om aan het album te beginnen, maar Young had nog een aantal optredens als soloartiest gepland, waardoor de opnamesessies en ook de uitgave van het album werden uitgesteld. Young toerde in augustus 1987 door de Verenigde Staten in het kader van zijn soloalbum Life. Het management van Crosby, Stills en Nash gaf aan dat de opnames na de zomer van 1987 zouden beginnen en dat het album aan het einde van het jaar zou worden uitgegeven. Atlantic Records gaf het album, American dream, uiteindelijk in november 1988 uit. De vier artiesten gingen vanwege Crosby's toestand niet samen op tournee. Er werden meer dan een miljoen exemplaren van het album verkocht.

### Looking Forward
Eind jaren tachtig waren Crosby en Nash van plan om met z'n tweeën een album op te nemen, maar Atlantic Records wilde hun muziek alleen uitgeven als Stills meedeed. Het project resulteerde in 1990 in het studioalbum Live it up, dat de 59ste plaats in de Billboard 200 bereikte. In de jaren hierna ging het trio meerdere keren op tournee. Nash stelde met producent Gerry Tolman en geluidstechnicus Stephen Barncard een boxset samen van hun muziek. Deze werd in 1991 uitgebracht met als titel CSN. In 1994 namen Crosby, Stills & Nash het album After the storm op. Het album was met ongeveer veertigduizend verkochte exemplaren geen succes. In 1997 verlieten ze Atlantic Records. Ze werkten aan een nieuw album toen Young zich op Stills' verzoek bij hen aansloot. Hij was zelf bezig met zijn soloalbum Silver & gold en droeg vier van zijn liedjes bij aan het nieuwe CSNY-project: "Looking forward", "Slowpoke", "Out of control" en "Queen of them all". Op het album staan twee liedjes van Nash, "Heartland" en "Someday soon". Het kreeg aanvankelijk de titel Heartland, maar werd uiteindelijk in oktober 1999 als Looking forward uitgegeven door Youngs platenlabel Reprise Records. In 2000 gingen Crosby, Stills, Nash & Young op tournee.

### Recente activiteiten

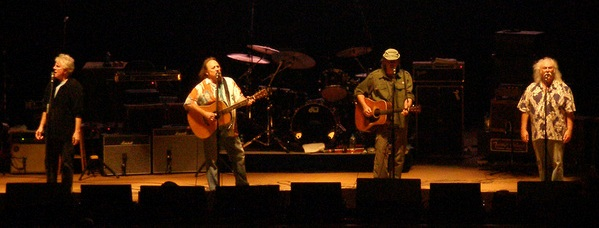
Nash, Stills, Young en Crosby tijdens hun Freedom of Speech-tournee in 2006.

Nash nam in 2002 het soloalbum Songs for survivors op en in 2004 met Crosby het album Crosby & Nash. Naar aanleiding van de Irakoorlog nam Young in 2006 een album, Living with war, met protestliedjes op, gevolgd door een tournee van Crosby, Stills, Nash & Young. Deze tournee resulteerde in 2008 in de documentaire CSNY/Déjà vu. In 2006 werkten Crosby en Nash ook mee aan het album On an island van David Gilmour en de Britse tournee die daarop volgde. Ze zongen mee op de liedjes "On an island", "The blue", "Shine on you crazy diamond" en "Find the cost of freedom". Rhino Records gaf in 2009 een compilatie van Nash' muziek uit met als titel Reflections. In oktober 2010 werd Nash opgenomen in de Orde van het Britse Rijk voor zijn muziek en liefdadigheidswerk. In 2012 ging hij op een wereldwijde tournee met Crosby en Stills. Ze sloten deze tournee af met een uitvoering van hun volledige debuutalbum. Nash werkte meer dan vier jaar lang aan de productie van een livealbum met muziek van de CSNY-reünie van 1974. Het werd in juli 2014 uitgebracht. Hij publiceerde in 2013 zijn autobiografie, Wild Tales: A Rock & Roll Life.
In 2015 ging Nash met Crosby en Stills op najaarstournee en ze deden hierbij onder andere Amsterdam en Brussel aan. Op 6 maart 2016 gaf Graham Nash tijdens een interview met OOR aan dat wat hem betreft het doek voor Crosby, Stills & Nash als zodanig is gevallen, mede wegens de verstoorde verhouding met Crosby. Hij richt zich op zijn nieuwe soloplaat en de bijbehorende tournee.

## Werken

### Muziekalbums
- Stay with The Hollies (1964), met The Hollies
- In the Hollies Style (1964), met The Hollies
- Two Yanks in England (1966), met The Hollies en The Everly Brothers
- Evolution (1967), met The Hollies
- Butterfly (1967), met The Hollies
- Crosby, Stills & Nash (1969), met CSN
- Déjà vu (1970), met CSNY
- Songs for beginners (1971), solo
- Graham Nash/David Crosby (1972), met Crosby
- Wild tales (1973), solo
- Wind on the water (1975), met Crosby
- Whistling down the wire (1976), met Crosby
- CSN (1977), met CSN
- Earth & sky (1980), solo
- Daylight again (1982), met CSN
- Innocent eyes (1986), solo
- American dream (1988), met CSNY
- Another stoney evening (1998), livealbum met Crosby
- Looking forward (1999), met CSNY
- Songs for survivors (2002), solo
- Crosby & Nash (2004), met Crosby
- CSNY 1974 (2014), livealbum met CSNY
- This path tonight (2016), solo
- Now (2023), solo

### NPO Radio 2 Top 2000
| Nummer met noteringen in de NPO Radio 2 Top 2000 | '99  | '00  | '01 | '02  | '03  |
| ------------------------------------------------ | ---- | ---- | --- | ---- | ---- |
| Chicago                                          | 1848 | 1366 | -   | 1619 | 1971 |

1. ↑  Een '-' betekent dat het nummer niet was genoteerd en een vetgedrukt getal geeft de hoogste notering aan.
2. ↑  Deze tabel is bijgewerkt tot en met de laatste editie (2024).

### Boeken
- The Graham Nash collection (1978)
- Off the record: Songwriters on songwriting (2002)
- Eye to eye: Photographs by Graham Nash (2004)
- Love, Graham Nash (2009)
- Wild tales: A rock & roll life (2013)

### Verwijzingen
1. 1 2 3 4 5 6  Bruce Eder, "Graham Nash", AllMusic. Geraadpleegd op 17 september 2014.
2. ↑  Young 2006, p. 129.
3. ↑  Zimmer 2008, p. 93.
4. 1 2  Nash 2013, p. 167.
5. ↑  DeMain 2004, p. 67.
6. 1 2  Nash 2013, p. 22-23.
7. ↑  Nash 2013, p. 29-30.
8. ↑  Miles 2009, p. 23-24; "Charlie Gracie may have started Graham Nash on the road to rock..."
9. ↑  Nash 2013, p. 31-33.
10. 1 2  Zimmer 2008, p. 22.
11. ↑  "Crosby, Stills, Nash and Young" in The Rolling Stone Encyclopedia of Rock & Roll, p. 224-225. Uitg.: Rolling Stone Press 2001, ISBN 9780743201209.
12. ↑  McDonough 2003, p. 247.
13. 1 2 3  Sylvie Simmons, "CSNY - Rock's Most Explosive Band Relive 45 Years of Love & War", Mojo, nr. 250, september 2014, p. 70-86.
14. ↑  Zimmer 2008, p. 213.
15. 1 2  Nash 2013, p. 226.
16. 1 2  Peter Hay Halpert (maart-april 1995), "Graham Nash - musician/printer/photographer", American Photo.
17. 1 2  Jeff Schewe (2013), "A Rock Star and a Hacksaw", in: The Digital Print: Preparing Images in Lightroom and Photoshop for Printing, p. 4-7. Uitg.: Peachpit Press, ISBN 9780133375749.
18. 1 2  Zimmer 2008, p. 221.
19. ↑  Pamela Chelin (12 september 2012), "Graham Nash Is Now a Mixed Media Artist, With His Second Gallery Show in Santa Monica", LA Weekly. Gearchiveerd op 29 november 2014.
20. ↑  Mike Hanlon (22 januari 2006), "PMDA Visionary Award to Graham Nash and Mac Holbert", gizmag. Gearchiveerd op 24 september 2015.
21. ↑  Zimmer 2008, p. 219.
22. 1 2 3  Zimmer 2008, p. 220.
23. ↑  Nash 2013, p. 11-12.
24. ↑  John Ellis (2013), Blackpool at War: A History of the Flyde Coast during the Second World War, hoofdstuk 4: "Tourism During the War". Uitg.: The History Press, ISBN 9780750951760; "...and the Kimberley Hotel on South Promenade, which was converted into a maternity hospital with many births being recorded there."
25. ↑  Nash 2013, p. 9-10.
26. ↑  Nash 2013, p. 11.
27. ↑  Zimmer 2008, p. 10.
28. 1 2  Zimmer 2008, p. 11.
29. ↑  Nash 2013, p. 12.
30. 1 2  Zimmer 2008, p. 13.
31. ↑  Nash 2013, p. 13.
32. 1 2 3 4  Zimmer 2008, p. 12.
33. 1 2  Nash 2013, p. 15.
34. ↑  Nash 2013, p. 14.
35. ↑  Nash 2013, p. 24.
36. ↑  Nash 2013, p. 25.
37. ↑  Zimmer 2008, p. 12-13.
38. ↑  Nash 2013, p. 32.
39. ↑  Zimmer 2008, p. 13-15.
40. ↑  Graham Nash (12 januari 1997), "Just a Millisecond Before I Go", Forbes.
41. ↑  De naam van hun eerste band wordt ook wel geschreven als The Four Tones, zie bijvoorbeeld Zimmer 2008, p. 15.
42. 1 2  Nash 2013, p. 40.
43. ↑  Nash 2013, p. 44.
44. ↑  Nash 2013, p. 44-45.
45. 1 2  Nash 2013, p. 45.
46. 1 2 3  "The Hollies" in The Rolling Stone Encyclopedia of Rock & Roll, p. 437-438. Uitg.: Rolling Stone Press 2001, ISBN 9780743201209.
47. ↑  Nicholas Schaffner, The British Invasion: From the First Wave to the New Wave, p. 228. Uitg.: McGraw-Hill 1982, ISBN 9780070550896.
48. 1 2 3 4  Biografie van The Hollies op de website van de Rock and Roll Hall of Fame. Geraadpleegd op 6 oktober 2014. (gearchiveerd)
49. ↑  Nash 2013, p. 46.
50. ↑  Nash 2013, p. 49.
51. ↑  Nash 2013, p. 35-36.
52. ↑  Donald Clarke (1998), "The Hollies" in The Penguin Encyclopedia of Popular Music, p. 591; "Signed by EMI in the post-Merseyside search for more Beatles".
53. ↑  Phil Thompson (2007), The Best of Cellars: The Story of the Cavern Club, p. 42. Uitg.: Tempus, ISBN 9780752442020.
54. ↑  Alan Clayson (2001), George Harrison, p. 99. Uitg.: Sanctuary, ISBN 9781860743498.
55. ↑  Zimmer 2008, p. 31-32.
56. 1 2  Nash 2013, p. 58.
57. 1 2 3 4 5  Richie Unterberger, "The Hollies", AllMusic. Geraadpleegd op 6 oktober 2014.
58. ↑  Nash 2013, p. 59.
59. 1 2 3 4 5  "The Hollies" op de website van Official Charts Company, met een overzicht van hun noteringen in de Britse hitlijsten. Geraadpleegd op 11 oktober 2014.
60. ↑  De single "(Ain't That) Just Like Me" wordt in The Penguin Encyclopedia of Popular Music een mislukking genoemd, zie: Donald Clarke (1998), "The Hollies" in The Penguin Encyclopedia of Popular Music, p. 591; "Began by covering Coasters hits: 'Ain't That Just Like Me' failed, but 'Searchin'' made no. 12 UK". Nash zelf schrijft in zijn autobiografie Wild Tales over een heuse hit, zie: Nash 2013, p. 60; "...our first record was an unqualified hit".
61. 1 2  Nash 2013, p. 60.
62. ↑  Nash 2013, p. 62.
63. 1 2  Zimmer 2008, p. 32.
64. ↑  Nash 2013, p. 64.
65. ↑  Nathan Brackett & Christian David Hoard (red.), "The Hollies" in The New Rolling Stone Album Guide, p. 384. Uitg.: Simon and Schuster 2004, ISBN 9780743201698; "The Hollies' mid-'60s hits were British Invasion pop of the cute school – sweet-voiced, upbeat, and ultra-crafted."
66. ↑  Jon Kutner, 1000 UK Number One Hits, p. 270. Uitg.: Omnibus Press, ISBN 9780857123602.
67. ↑  Bruce Eder, "Eric Haydock", AllMusic. Geraadpleegd op 23 oktober 2014.
68. ↑  Iain Ellis (2012), Brit Wits: A History of British Rock Humor, p. 34. Uitg.: Intellect Books, ISBN 9781841505657.
69. ↑  Miles 2009, p. 256.
70. ↑  "The Rubberization of Soul: The great pop music renaissance", aflevering 38 van John Gilliland's Pop Chronicles, deel 4, op de website van UNT Digital Library. Gearchiveerd op 10 april 2023.
71. ↑  Nash 2013, p. 96.
72. ↑  Zimmer 2008, p. 41.
73. ↑  Nash 2013, p. 85.
74. 1 2 3  Zimmer 2008, p. 80.
75. ↑  Nash 2013, p. 87.
76. ↑  Zimmer 2008, p. 49; "...at the session, I totally fell for Cass. Her sense of humor and her mind floored me."
77. 1 2  Zimmer 2008, p. 48-49.
78. ↑  Zimmer 2008, p. 60.
79. ↑  Zimmer 2008, p. 49.
80. 1 2  Zimmer 2008, p. 59.
81. 1 2 3  McDonough 2003, p. 251.
82. ↑  Rogan 2001, p. 191.
83. ↑  Lindsay Planer, "Evolution - The Hollies", AllMusic. Geraadpleegd op 25 oktober 2014.
84. 1 2  Nash 2013, p. 108.
85. 1 2  Nash 2013, p. 104.
86. ↑  Rogan 2001, p. 193.
87. 1 2 3  Zimmer 2008, p. 67.
88. ↑  Nash 2013, p. 107.
89. ↑  Harvey Kubernik (2009), Canyon of Dreams: The Magic and the Music of Laurel Canyon, p. 217. Uitg.: Sterling Publishing Company, ISBN 9781402765896.
90. ↑  Nash 2013, p. 112.
91. ↑  Zimmer 2008, p. 69.
92. ↑  Nash 2013, p. 114.
93. ↑  Nash 2013, p. 121.
94. ↑  Zimmer 2008, p. 70.
95. ↑  Zimmer 2008, p. 77.
96. ↑  Zimmer 2008, p. 78.
97. ↑  Zimmer 2008, p. 79.
98. ↑  Nash 2013, p. 122.
99. ↑  Renee Montagne (7 september 2006), "Music and Mayhem in 'Laurel Canyon'", NPR.
100. 1 2  Rolling Stone (juli 2011), "Harmony in Laurel Canyon".
101. ↑  Zimmer 2008, p. 81-82.
102. ↑  Andy Greene (18 augustus 2008), "Track by Track: CSN on Self-Titled Debut", Rolling Stone.
103. 1 2  Nash 2013, p. 125-126.
104. ↑  Zimmer 2008, p. 84.
105. ↑  Nash 2013, p. 127.
106. 1 2  Rogan 2001, p. 200.
107. 1 2  Zimmer 2008, p. 85.
108. ↑  Rogan 2001, p. 195.
109. ↑  Zimmer 2008, p. 86.
110. ↑  Nash 2013, p. 132.
111. 1 2  Rogan 2001, p. 197.
112. 1 2 3  Zimmer 2008, p. 196.
113. ↑  Zimmer 2004, p. 245.
114. ↑  Joel McIver, "Crosby, Stills And Nash: Crosby, Stills And Nash (1969)", in: Robert Dimery (red.), 1001 Albums You Must Hear Before You Die, p. 159. Uitg.: Quintet Publishing, ISBN 9781844033928.
115. ↑  Zimmer 2008, p. 89.
116. ↑  Nash 2013, p. 137-139.
117. ↑  Nash 2013, p. 141.
118. ↑  Nash 2013, p. 153.
119. ↑  Edward Kiersh (oktober 1985), "The Death of David Crosby", SPIN, jrg. 1, nr. 6.
120. ↑  "Crosby, Stills & Nash » Awards", AllMusic. Geraadpleegd op 3 november 2014.
121. ↑  Young 2012, p. 233.
122. 1 2  Zimmer 2008, p. 101.
123. ↑  Rogan 2001, p. 199.
124. ↑  Durchholz 2012, p. 54-55.
125. ↑  Rogan 2001, p. 201-202.
126. ↑  Rogan 2001, p. 199-200.
127. ↑  Nash 2013, p. 156.
128. ↑  Nash 2013, p. 160.
129. 1 2  McDonough 2003, p. 313.
130. ↑  Zimmer 2008, p. 102.
131. ↑  McDonough 2003, p. 314.
132. ↑  Zimmer 2008, p. 104.
133. ↑  Rogan 2001, p. 206.
134. ↑  Zimmer 2008, p. 107.
135. ↑  McDonough 2003, p. 317.
136. ↑  Rogan 2001, p. 208.
137. ↑  McDonough 2003, p. 319.
138. 1 2  Zimmer 2008, p. 109.
139. ↑  Nash 2013, p. 166.
140. ↑  Zimmer 2008, p. 108-109.
141. ↑  Zimmer 2008, p. 111-112.
142. 1 2 3  Nash 2013, p. 173.
143. ↑  McDonough 2003, p. 324.
144. ↑  Zimmer 2008, p. 121.
145. ↑  Zimmer 2008, p. 124; "It was just four cats recording their own tracks...", aldus Stills.
146. ↑  Bruce Eder, "Déjà Vu - Crosby, Stills, Nash & Young", AllMusic. Geraadpleegd op 10 november 2014. "Most of the music [...] was done as individual sessions by each of the members when they turned up (which was seldom together), contributing whatever was needed that could be agreed upon."
147. ↑  Zimmer 2008, p. 119-120.
148. ↑  McDonough 2003, p. 324 en 403.
149. ↑  Rogan 2001, p. 216-217.
150. ↑  McDonough 2003, p. 327.
151. 1 2  Lino Portela Gutiérrez, "Crosby, Stills, Nash, And Young - Déjà Vu (1970)" in: Robert Dimery (red.), 1001 Albums You Must Hear Before You Die, p. 201. Uitg.: Quintet Publishing, ISBN 9781844033928. "The album took nearly 800 hours to record, and the circumstances were less than auspicious."
152. ↑  Zimmer 2008, p. 118.
153. ↑  Rogan 2001, p. 219-221.
154. ↑  Kevin Hillstrom e.a. (1998), The Vietnam Experience: A Concise Encyclopedia of American Literature, Songs, and Films, p. 214. Uitg.: Greenwood Press, ISBN 9780313301834.
155. ↑  Nash 2013, p. 179.
156. ↑  Zimmer 2008, p. 134.
157. ↑  Nash 2013, p. 186.
158. ↑  Nash 2013, p. 196-197.
159. ↑  Nash 2013, p. 197-198.
160. ↑  Dennis Lim (22 februari 2009), "Jane Fonda's antiwar years with the FTA", Los Angeles Times.
161. ↑  Nash 2013, p. 199.
162. ↑  Thom Jurek, "Songs for Beginners - Graham Nash", AllMusic. Geraadpleegd op 11 november 2014.
163. ↑  Zimmer 2008, p. 153.
164. ↑  William Ruhlmann, "Another Stoney Evening - David Crosby / Graham Nash", AllMusic. Geraadpleegd op 11 november 2014.
165. ↑  Zimmer 2008, p. 166.
166. ↑  Zimmer 2008, p. 169.
167. ↑  Billboard (6 januari 1973), "Gold Records for 1972".
168. ↑  Lindsay Planer, "Graham Nash/David Crosby - Crosby & Nash", AllMusic. Geraadpleegd op 11 november 2014.
169. ↑  Zimmer 2008, p. 171.
170. ↑  McDonough 2003, p. 399-400.
171. ↑  Allan Jones (mei 2010), "Neil Young’s 'Time Fades Away': 'Harvests unlikely follow-up", Uncut.
172. 1 2  McDonough 2003, p. 401-402.
173. ↑  Rogan 2001, p. 295-296.
174. ↑  Nash 2013, p. 210.
175. ↑  Zimmer 2008, p. 182.
176. ↑  Zimmer 2008, p. 183.
177. ↑  Zimmer 2008, p. 183-184.
178. ↑  Rogan 2001, p. 310.
179. 1 2 3  Zimmer 2008, p. 185.
180. ↑  Zimmer 2008, p. 184.
181. ↑  Lindsay Planer, "Wild Tales - Graham Nash", AllMusic. Geraadpleegd op 13 november 2014.
182. ↑  Nash 2013, p. 212.
183. ↑  Maura Dolan (15 september 1998), "A Would-Be Lawyer's Past and Character Go on Trial", Los Angeles Times.
184. ↑  Jim Calio en Gerald C. Lubenow (3 maart 1975), "Crime: Amy and Eben", Newsweek. nr. 85, p. 30.
185. ↑  Victoria Graham (27 maart 1975), "Did Brother Kill Sister?", Pittsburgh Post-Gazette.
186. ↑  McDonough 2003, p. 452.
187. 1 2  Zimmer 2008, p. 187.
188. 1 2  Andy Greene (19 juni 2014), "The Oral History of CSNY's Infamous 'Doom Tour'", Rolling Stone. Gearchiveerd op 24 juni 2018.
189. ↑  McDonough 2003, p. 449.
190. ↑  McDonough 2003, p. 450.
191. 1 2  McDonough 2003, p. 456.
192. ↑  Rogan 2001, p. 354.
193. ↑  Nash 2013, p. 216.
194. ↑  Rogan 2001, p. 359.
195. 1 2 3  Andy Greene (22 mei 2014), "Crosby, Stills, Nash & Young Live 1974 Box Set Out This Summer", Rolling Stone.
196. ↑  Kevin Chong (2005), Neil Young Nation, p. 169. Uitg.: Greystone Books, ISBN 9781553651161.
197. ↑  Zimmer 2008, p. 192.
198. ↑  Nash 2013, p. 214.
199. ↑  Nash 2013, p. 215.
200. ↑  Stephen Thomas Erlewine, "CSNY 1974 - Crosby, Stills, Nash & Young", AllMusic. Geraadpleegd op 14 november 2014.
201. ↑  Bruce Eder, "So Far - Crosby, Stills, Nash & Young", AllMusic. Geraadpleegd op 14 november 2014. Gearchiveerd op 24 november 2014.
202. ↑  Rogan 2001, p. 363-365.
203. ↑  Zimmer 2008, p. 195.
204. ↑  Nash 2013, p. 227.
205. ↑  Kevin C. Johnson (25 augustus 2005), "The touring life is Taylor made for `Sweet Baby James´", St. Louis Post-Dispatch.
206. 1 2  Nash 2013, p. 224.
207. 1 2  Zimmer 2008, p. 201.
208. ↑  Zimmer 2008, p. 197.
209. ↑  Zimmer 2008, p. 201-202.
210. ↑  Nash 2013, p. 235.
211. ↑  Zimmer 2008, p. 202.
212. ↑  William Ruhlmann, "Whistling Down the Wire - Crosby & Nash", AllMusic. Geraadpleegd op 15 november 2014.
213. ↑  Nash 2013, p. 237.
214. ↑  Zimmer 2008, p. 203.
215. ↑  Zimmer 2008, p. 205.
216. ↑  Zimmer 2008, p. 207.
217. ↑  Zimmer 2008, p. 209-210.
218. ↑  Nash 2013, p. 239.
219. ↑  Zimmer 2008, p. 208-209.
220. ↑  Zimmer 2008, p. 211.
221. ↑  Jim Newsom, "CSN - Crosby, Stills & Nash", AllMusic. Geraadpleegd op 15 november 2014. (gearchiveerd)
222. ↑  Zimmer 2008, p. 214.
223. ↑  Zimmer 2008, p. 215.
224. ↑  Zimmer 2008, p. 216-217.
225. ↑  Zimmer 2008, p. 218.
226. ↑  Nash 2013, p. 252.
227. ↑  Peter Frank Edwards (januari 2011), "Pure Kauai", Travel + Leisure Southeast Asia. Gearchiveerd op 5 maart 2023.
228. ↑  Nash 2013, p. 254.
229. ↑  Nash 2013, p. 259.
230. ↑  Zimmer 2008, p. 225.
231. ↑  The Evening Independent (24 september 1979), "No Nukes".
232. ↑  Zimmer 2008, p. 233.
233. ↑  Blake Slonecker (2012), A New Dawn for the New Left: Liberation News Service, Montague Farm, and the Long Sixties, p. 162-163. Uitg.: Palgrave Macmillan, ISBN 9781137280824.
234. ↑  Nash 2013, p. 260.
235. ↑  Lindsay Planer, "Earth & Sky - Graham Nash", AllMusic. Geraadpleegd op 15 november 2014.
236. ↑  Nash 2013, p. 261.
237. ↑  Zimmer 2008, p. 227-228.
238. ↑  Zimmer 2008, p. 228.
239. ↑  Zimmer 2008, p. 236.
240. ↑  Zimmer 2008, p. 243.
241. ↑  Zimmer 2008, p. 244.
242. ↑  Zimmer 2008, p. 248.
243. ↑  Zimmer 2008, p. 279.
244. ↑  Zimmer 2008, p. 294; "I think that album was a panic. it was me thinking I had to do something to be more contemporary".
245. 1 2  De Telegraaf (24 juni 1987), "Neil Young stagneert reünie-album".
246. ↑  Rogan 2001, p. 540.
247. ↑  Durchholz 2012, p. 55.
248. ↑  Zimmer 2008, p. 297.
249. ↑  Zimmer 2008, p. 298.
250. ↑  Zimmer 2008, p. 317.
251. ↑  Zimmer 2008, p. 323.
252. ↑  Zimmer 2008, p. 324.
253. ↑  Zimmer 2008, p. 335.
254. ↑  Zimmer 2008, p. 354.
255. ↑  Andy Greene (23 oktober 2012), "Crosby, Stills & Nash Stage Their Classic Debut in New York", Rolling Stone.
256. ↑  Crosby, Stills & Nash Announce Fall 2015 European Tour Dates. CrosbyStillsNash.com. Geraadpleegd op 21 maart 2016.
257. ↑  Bemboom, Willem  (april 2016). Her Majesty ontmoet Graham Nash. OOR  2016 (04): 51-56
258. ↑  Kielty, Martin (March 6, 2016). Graham Nash says his battle with David Crosby has brought Crosby, Stills and Nash to an end. TeamRock. Retrieved March 6, 2016.
259. ↑  Graham Nash over z'n nieuwe plaat en de ruzie met David Crosby. parool.nl. Geraadpleegd op 21 maart 2016.
260. ↑  Graham Nash calls time on CSNY, branding David Crosby 'awful'. The Guardian. Geraadpleegd op 23 maart 2016.

- Bibsys: 1076976
- Biblioteca Nacional de España: XX1045738
- Bibliothèque nationale de France: cb138978670 (data)
- CiNii: DA16317505
- Digitale Bibliotheek voor de Nederlandse Letteren: nash006
- Gemeinsame Normdatei: 134470745
- International Standard Name Identifier: 0000 0001 1576 5709
- Library of Congress Control Number: n83177199
- MusicBrainz: 2ed8ecda-5bb9-4d9f-8c99-0bf9b85b3624
- Nationale Bibliotheek van Tsjechië: ola2002152107
- Nationale Bibliotheek van Israël: 987007328029305171
- Nederlandse Thesaurus van Auteursnamen: 073928259
- PIC: 297537
- RKD-Nederlands Instituut voor Kunstgeschiedenis: 354533
- Système universitaire de documentation: 147651522
- Trove: 965922
- Union List of Artist Names: 500343558
- Virtual International Authority File: 76501012
- WorldCat: E39PBJdrFmFfgWbvPYHWKrVwG3

David Crosby · Stephen Stills · Graham Nash · Neil Young